# Valletta
Valletta (maltesisch auch il-Belt Valletta, il-Belt Valetta, Valetta oder il-Belt – italienisch auch La Valletta) ist die Hauptstadt der Republik Malta. Sie ist sowohl nach Fläche als auch nach Einwohnerzahl die kleinste Hauptstadt eines EU-Staates. Auch innerhalb Maltas zählt Valletta nicht zu den großen Städten; es steht nach Einwohnerzahl an 33. Stelle. Aufgrund ihres kulturellen Reichtums wurde Valletta 1980 als Gesamtmonument in die Liste des UNESCO-Welterbes eingetragen. Im Jahr 2018 war Valletta gemeinsam mit Leeuwarden (Niederlande) Kulturhauptstadt Europas.
Valletta gilt als eine der historisch am besten gesicherten Städte der Welt, denn sie wird von einem Ring aus Bastionen umgeben. Der südliche Eingang durch das einstige Stadttor wird vom St.-James- und St.-Johns-Kavalier gedeckt. Im Uhrzeigersinn folgen die nach Heiligen benannten, nur nach außen wirkenden Bastionen Michael, Andrew, Salvatore, Sebastion, Gregor, das Fort St. Elmo, Lazarus, Barbara, Anthony und James. Zur Zeit der Ritterherrschaft auf der Insel war jeweils eine der sogenannten Zungen des Malteserordens für deren Verteidigung zuständig. Die entsprechenden Mauerabschnitte sind daher auch nach den jeweiligen Zungen bezeichnet (z. B. Arragon-Curtain). Dass es auch einen Lazarus-Curtain gibt, lässt die Vermutung zu, dass hier der Lazarus-Orden, ein weiterer Ritterorden mit nahezu gleicher Geschichte wie der Malteserorden, zuständig war. Der offizielle Sitz des Lazarus-Ordens ist das Castello Lanzun in San Ġwann auf der Insel Malta.

## Geografie

### Lage
Valletta liegt an der Nordostküste der Insel und befindet sich auf der Landzunge Monte Sciberras, die von den beiden größten Naturhäfen des Mittelmeers Grand Harbour und Marsamxett Harbour umschlossen ist. Valletta grenzt im Südwesten an die Nachbarstadt Floriana. In Längsrichtung (Nordost-Südwest) sind die Republic Street (früher Queen’s Street) und die parallel verlaufende Merchants Street von alters her die Hauptgeschäftsstraßen.

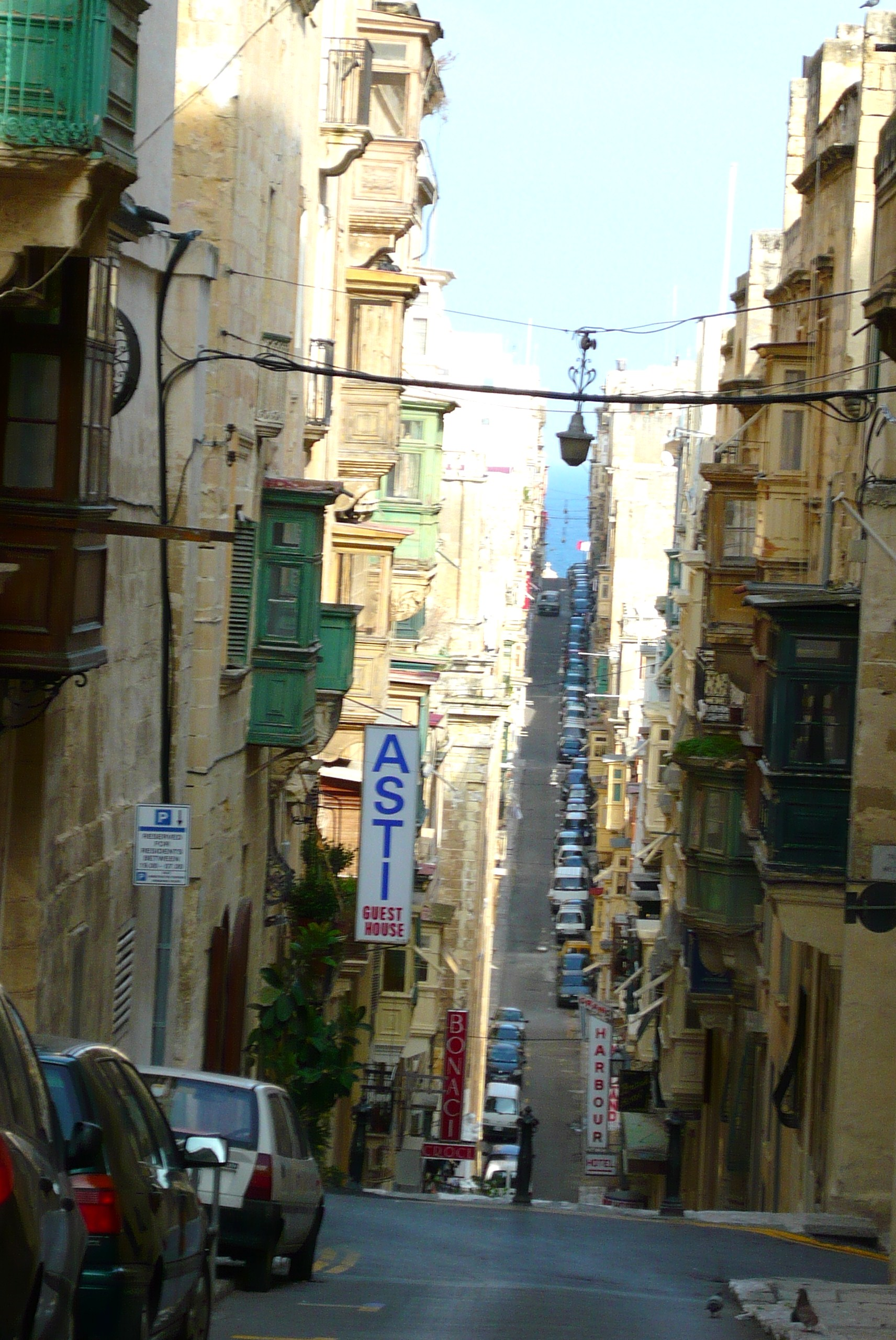
Straßenschlucht in Valletta
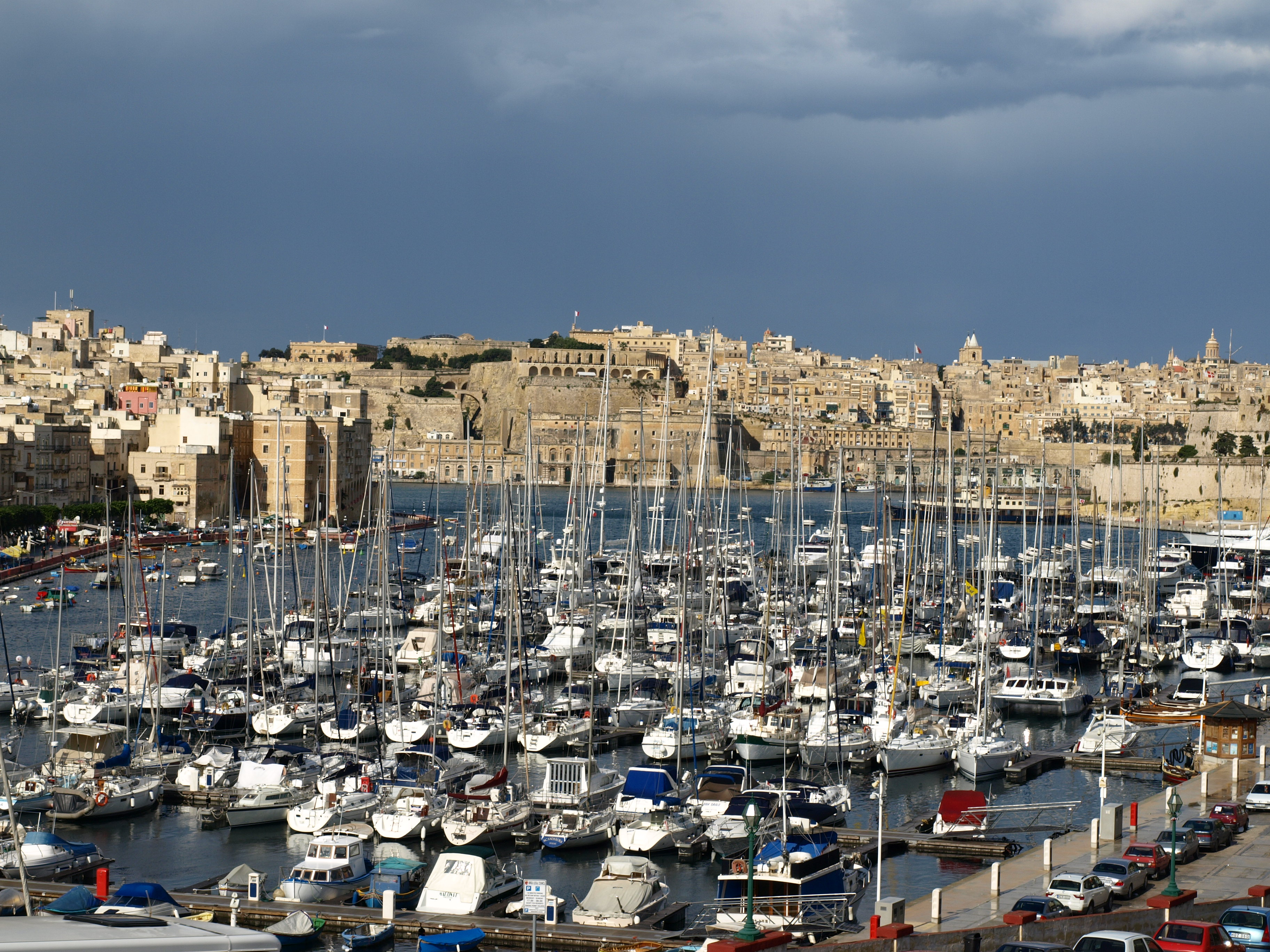
Hafen zwischen Senglea und Vittoriosa, im Hintergrund Valletta
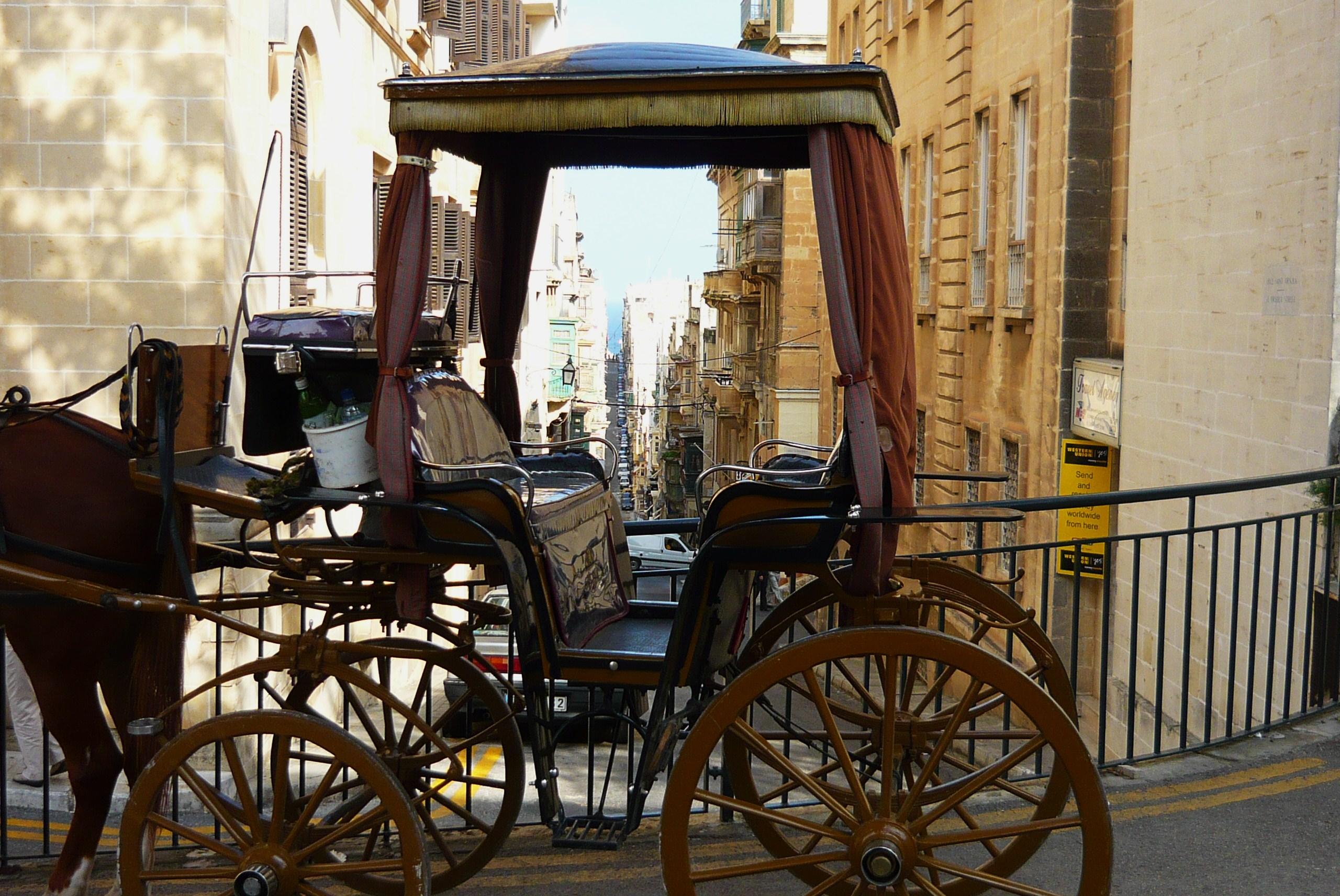
Pferdekutsche vor einer typischen Straße in Valletta
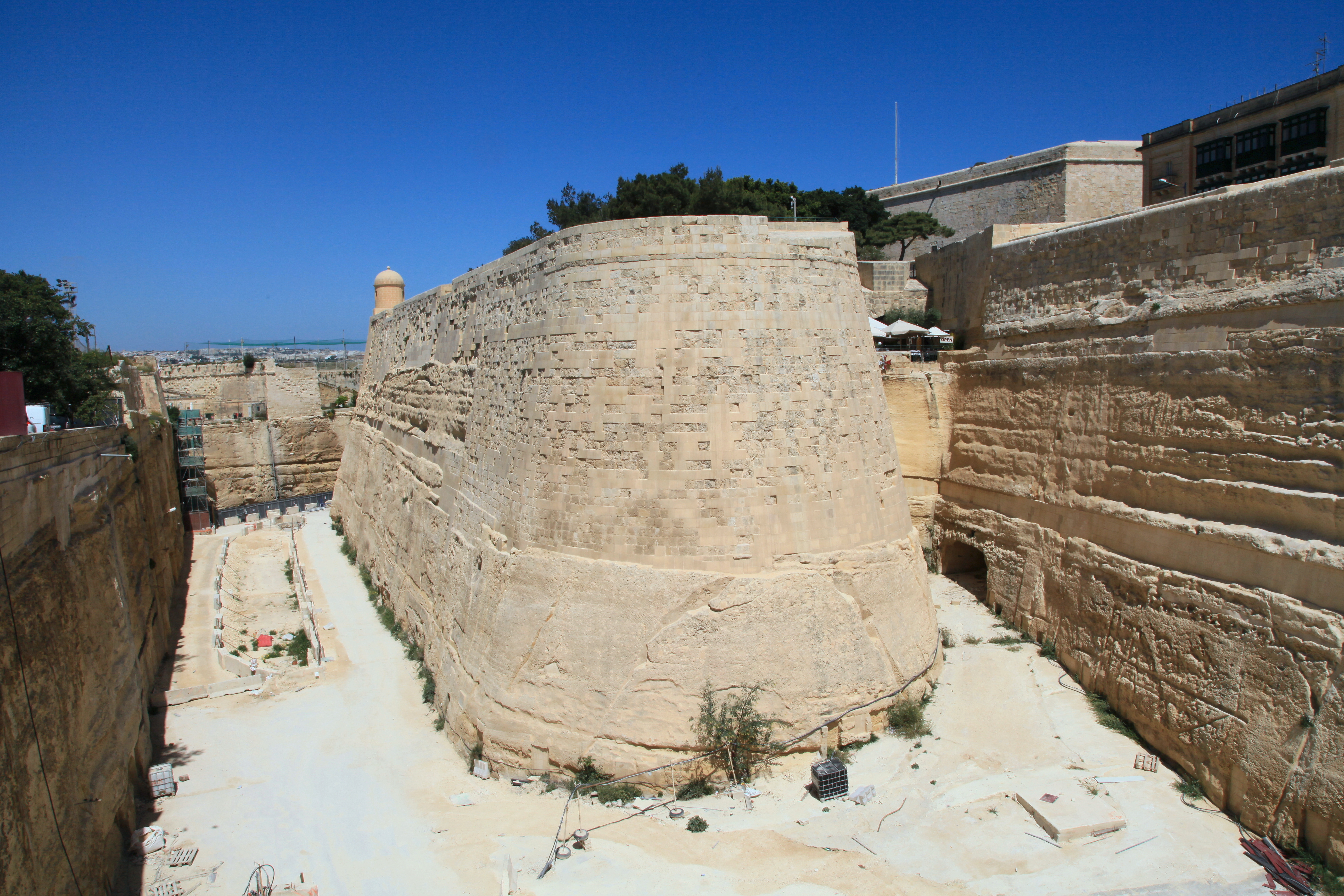
Stadtbefestigung von Valletta
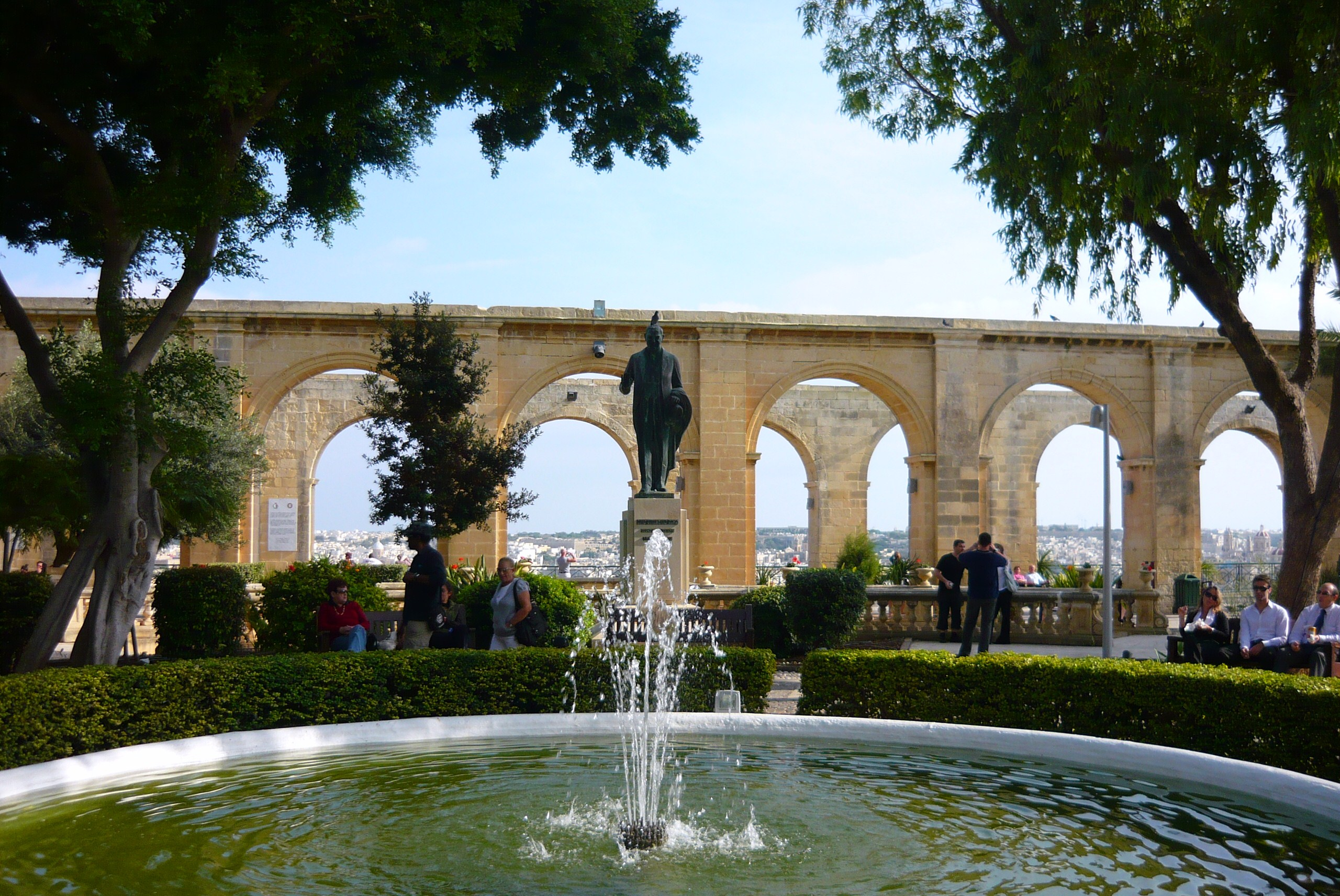
Upper Barrakka Gardens
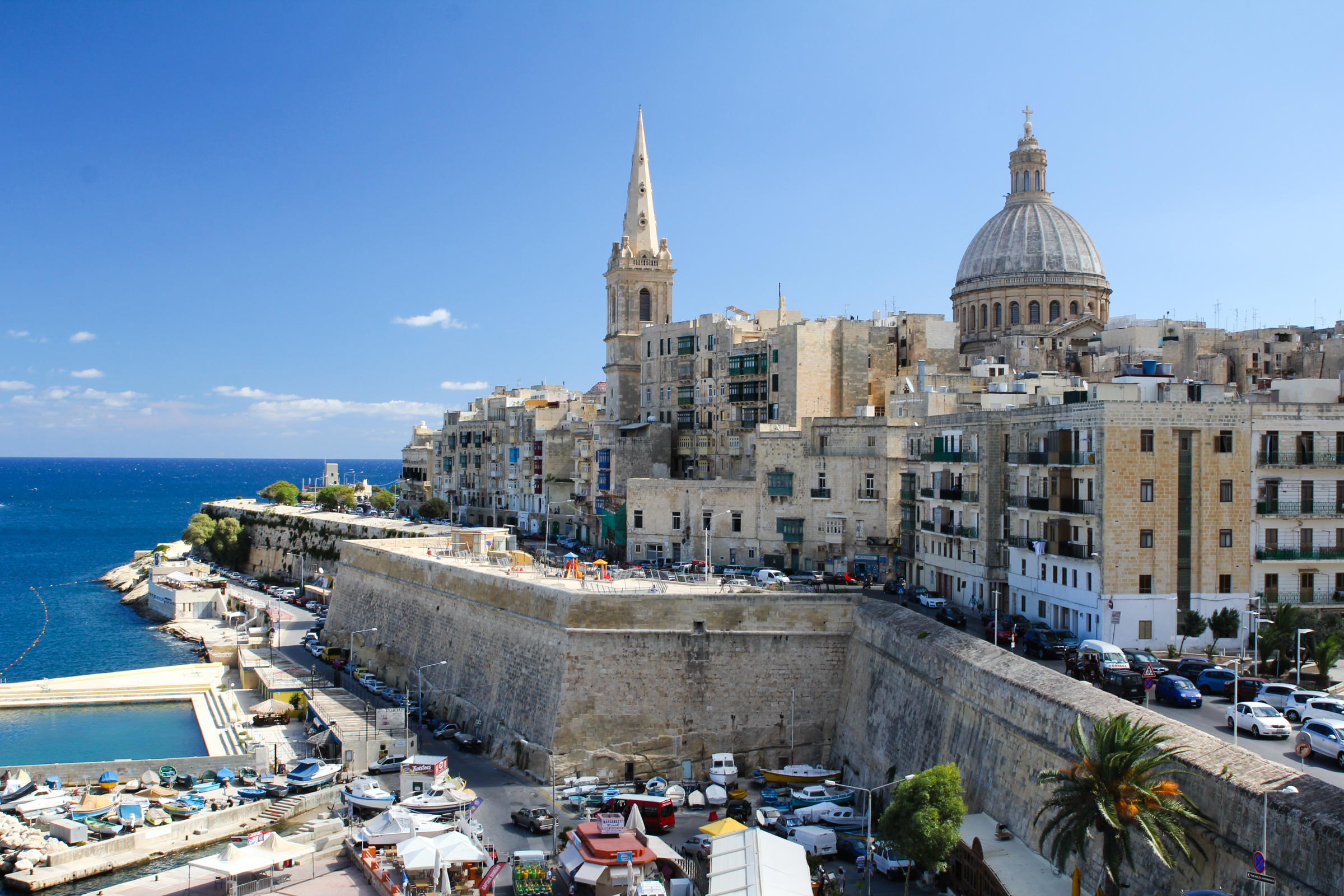
Blick auf Valletta (2015)

### Klima
In Valletta herrscht Mittelmeerklima. Es gibt warme, trockene Sommer mit Temperaturen um die 30 °C und feuchte, milde Winter, in denen die Werte auf etwa 15 °C fallen. Wegen der Insellage sind die täglichen Temperaturunterschiede meist sehr gering (5 bis 10 °C). Es fallen circa 519 Millimeter Niederschlag pro Jahr, wobei sich 81 % davon auf die Zeit von Oktober bis März verteilen. Es überwiegen aride Monate.
|                       | Jan  | Feb  | Mär  | Apr  | Mai  | Jun  | Jul  | Aug  | Sep  | Okt  | Nov  | Dez  |   |      |
| Mittl. Tagesmax. (°C) | 14,4 | 14,7 | 16,1 | 18,3 | 21,6 | 25,9 | 28,9 | 29,3 | 27,1 | 23,8 | 19,7 | 16,1 | ⌀ | 21,4 |
| Mittl. Tagesmin. (°C) | 10,2 | 10,3 | 11,2 | 13,1 | 15,9 | 19,4 | 22,1 | 22,9 | 21,6 | 18,9 | 15,6 | 12,0 | ⌀ | 16,1 |
|                       |      |      |      |      |      |      |      |      |      |      |      |      |   |      |
| Niederschlag (mm)     | 90   | 60   | 39   | 15   | 12   | 2    | 0    | 8    | 29   | 63   | 63   | 110  | Σ | 491  |
|                       |      |      |      |      |      |      |      |      |      |      |      |      |   |      |
| Sonnenstunden (h/d)   | 5,5  | 6,3  | 7,3  | 8,8  | 9,8  | 11,5 | 12,5 | 11,4 | 9,4  | 7,5  | 5,7  | 5    | ⌀ | 8,4  |
|                       |      |      |      |      |      |      |      |      |      |      |      |      |   |      |
| Regentage (d)         | 12   | 8    | 5    | 2    | 2    | 0    | 0    | 1    | 3    | 6    | 9    | 13   | Σ | 61   |
|                       |      |      |      |      |      |      |      |      |      |      |      |      |   |      |
| Wassertemperatur (°C) | 15   | 14   | 15   | 16   | 18   | 21   | 24   | 25   | 24   | 22   | 19   | 17   | ⌀ | 19,2 |
|                       |      |      |      |      |      |      |      |      |      |      |      |      |   |      |
| Luftfeuchtigkeit (%)  | 72   | 71   | 72   | 71   | 69   | 66   | 65   | 69   | 68   | 71   | 73   | 73   | ⌀ | 70   |

| 10,2 |

| 10,3 |

| 11,2 |

| 13,1 |

| 15,9 |

| 19,4 |

| 22,1 |

| 22,9 |

| 21,6 |

| 18,9 |

| 15,6 |

| 12,0 |

| 10,2 |

| 10,3 |

| 11,2 |

| 13,1 |

| 15,9 |

| 19,4 |

| 22,1 |

| 22,9 |

| 21,6 |

| 18,9 |

| 15,6 |

| 12,0 |

## Herkunft des Namens
Der offizielle Name, den der Malteserorden der Stadt einst gab, war Humilissima Civitas Vallettae (Höchst bescheidene Stadt von Valletta) nach Jean Parisot de la Valette, dem damaligen Großmeister des Ordens. Als Stadt der mächtigen Bastionen und der barocken Gebäude sowie der Prachtentfaltung der späten Großmeister erhielt sie als Superbissima den Ruf, die prunkvollste aller europäischen Städte zu sein. Im Maltesischen wird Valletta umgangssprachlich auch als il-Belt bezeichnet, was ganz einfach die Stadt bedeutet. Die Einwohner heißen Beltin.

## Geschichte

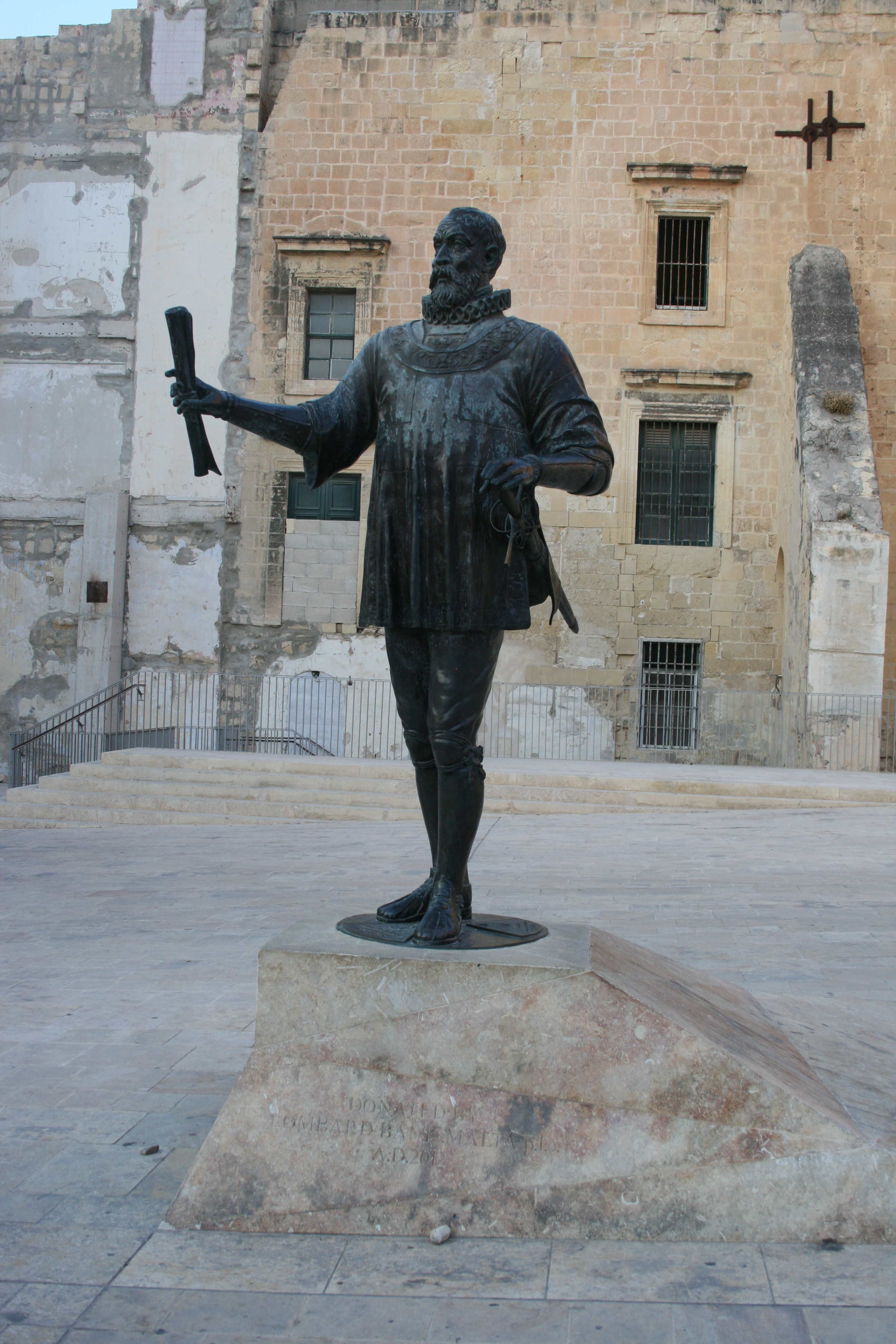
Denkmal für Jean de la Valette in Valletta

Nachdem die Belagerung durch die Osmanen im Jahr 1565 mit einem militärischen Erfolg für die Verteidiger der Insel zu Ende gegangen war, entschlossen sich die Ritter des Malteserordens, auf der Landzunge des Monte Sciberras hinter dem zuvor hart umkämpften und bei der türkischen Belagerung komplett zerstörten Fort St. Elmo eine Festungsstadt nach den neuesten Erkenntnissen der Militärarchitektur und den zeitgenössischen Idealstadt-Theorien zu errichten. Die Halbinsel bot eine strategisch hervorragende Position, um die beiden großen natürlichen Häfen auf jeder Seite zu kontrollieren.

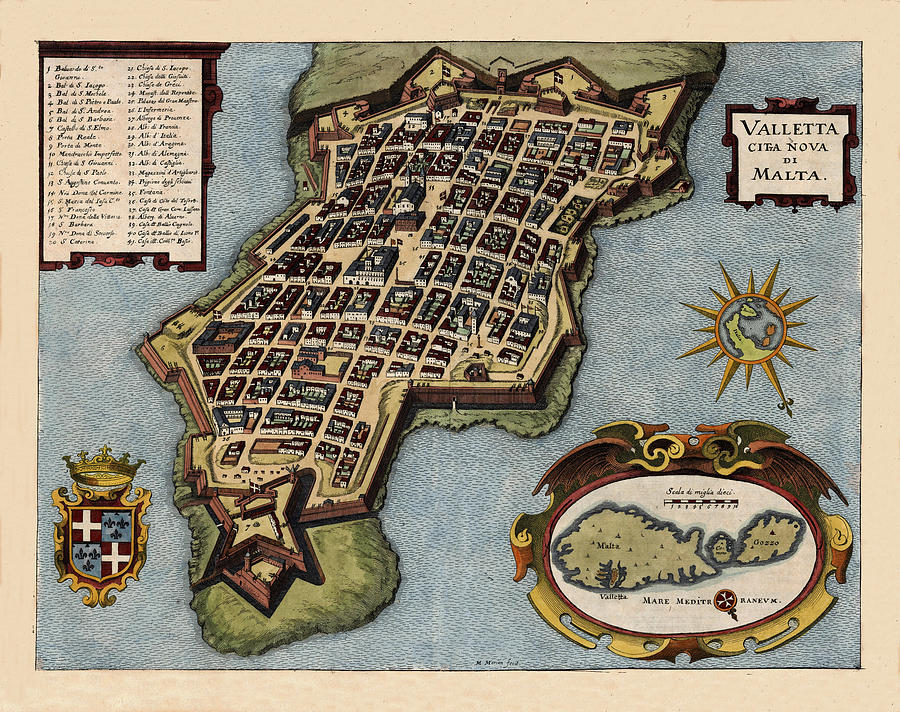
Valletta im 17. Jahrhundert

Der Grundstein für diese Stadt wurde am 28. März 1566 durch den Großmeister des Ordens, Jean de la Valette gelegt. Die Planungen für die geometrische Anlage der Befestigungsmauern und des rechtwinkligen Straßennetzes stammten von dem italienischen Architekten und Festungsbaumeister Francesco Laparelli. Der Entwurf und die Fertigstellung der einzelnen Festungselemente wurden weitgehend dem maltesischen Assistenten Laparellis, Gerolamo Cassar, überlassen.
Als Laparelli die Insel 1568 noch vor Abschluss der Bauarbeiten wieder verließ, übernahm sein Assistent Cassar die Gesamtleitung des Vorhabens. Am 18. März 1571 wurde der Ordenssitz mit einer feierlichen Zeremonie offiziell von Birgu in die neue Stadt verlegt. La Valette, der am 21. August 1568 in Birgu verstarb, konnte das Ende seines Projekts nicht mehr miterleben. Ihm zu Ehren erhielt die Stadt seinen Namen. Sein Nachfolger als Großmeister wurde Pierre de Monte, der den Ausbau von Valletta weiter vorantrieb.

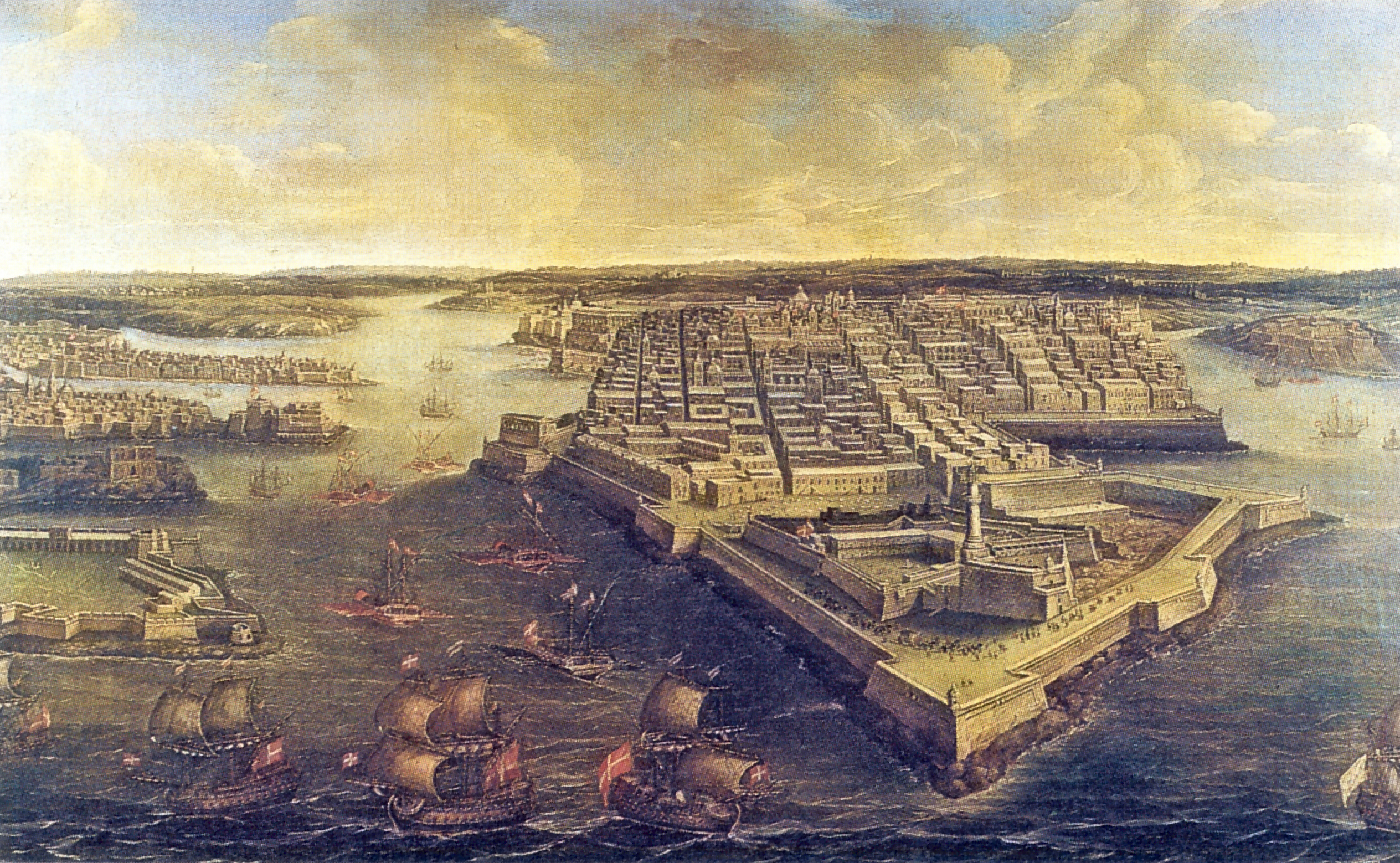
Valletta mit St. Elmo an der Spitze, unbekannter Künstler um 1800

Ursprünglich planten die Ritter zur See, an der Nordflanke der Stadt ein Hafenbecken für ihre Ordensflotte anzulegen, das von der Festungsumfassung geschützt sein sollte. Der Aushub der als Manderaggio bezeichneten Anlage (im Maltesischen il-Mandraġġ) sollte als Baumaterial für die Häuser Vallettas dienen. Als dieses Vorhaben aufgegeben wurde, entwickelte sich die Baustelle zu einer Art Slum, der von Obdachlosen unter bedenklichen sanitären Bedingungen bewohnt wurde. Das Areal des geplanten Manderaggio, das sich heute als Irregularität im orthogonalen Rasterplan der Stadt abzeichnet, wurde in den 1950er Jahren mit einer Wohnsiedlung bebaut.
Die Errichtung der Stadt dauerte insgesamt 20 Jahre und konnte erst durch die finanzielle Unterstützung von Papst Pius V. und dem spanischen König Philipp II. verwirklicht werden. Nach Fertigstellung beherbergte Valletta 4000 Einwohner und Ordensritter aus verschiedensten Regionen Europas.
Mit der Pestepidemie 1676, die 10.000 Todesopfer forderte, erlebte das junge Valletta seine erste Krise, jedoch expandierte das Bevölkerungsvolumen Maltas und auch die Einwohnerzahl der Hauptstadt danach wieder.
In Bezug auf die Motive der Stadtentwicklung gab es erst im 17. und 18. Jahrhundert einen Wandel. In dieser Zeit begannen militärische Interessen in den Hintergrund zu rücken, sodass verschiedene Bauten für die Verwaltung oder Gewerbe und Handel entstanden. Daraufhin „erblühte die Stadt und wurde eine monumentale Barockstadt“, welche, wenn auch viel kleiner, mit Städten wie St. Petersburg, Prag oder Wien zu vergleichen war. Dadurch versuchte der Johanniterorden seinen Status und sein Ansehen europaweit zu demonstrieren.
Bis zur Kapitulation der Malteserritter unter ihrem Großmeister von Hompesch vor Napoleons Flotte im Jahr 1798, bei der kein Schuss abgegeben wurde, blieb Valletta uneingenommen und unzerstört.
1869 stieg mit der Eröffnung des Suez-Kanals die Bedeutung Vallettas als Hafenstadt. Diese Funktion wurde durch die britische Flotte besonders im Ersten Weltkrieg genutzt.
Erst im Zweiten Weltkrieg wurde es durch deutsche und italienische Luftangriffe teilweise verwüstet, während die mächtigen Befestigungsmauern dem Bombenhagel trotzten (siehe Hauptartikel Belagerung von Malta (Zweiter Weltkrieg)). Der Archipel wurde dabei zeitweise mit nur drei Flugzeugen verteidigt. Der britische König verlieh dem maltesischen Volk im Jahr 1942 daraufhin das George Cross für besonderes Heldentum.
Seit 1980 befindet sich fast die gesamte Stadt Valletta auf der Liste des UNESCO-Welterbes.

## Wirtschaft

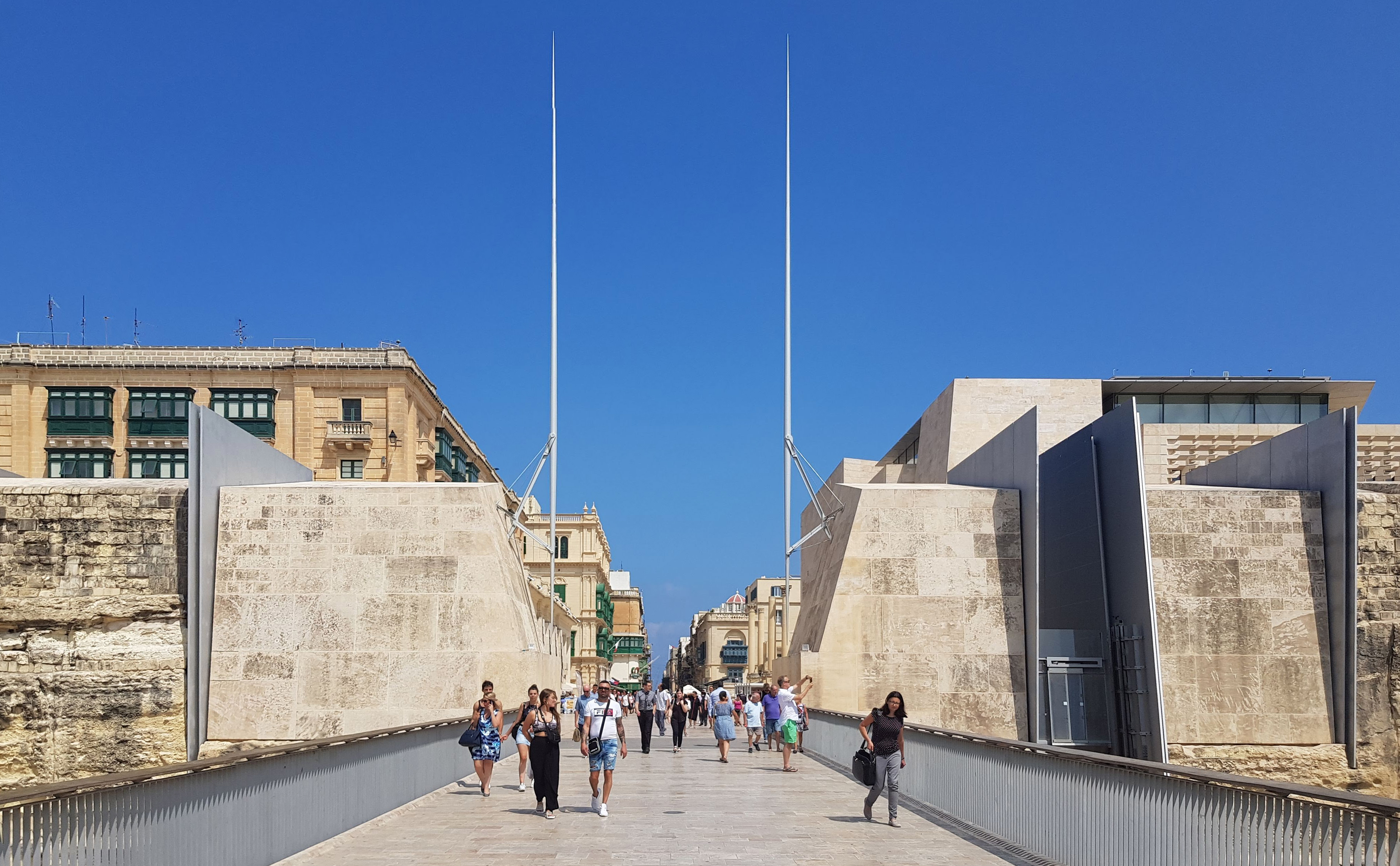
City Gate

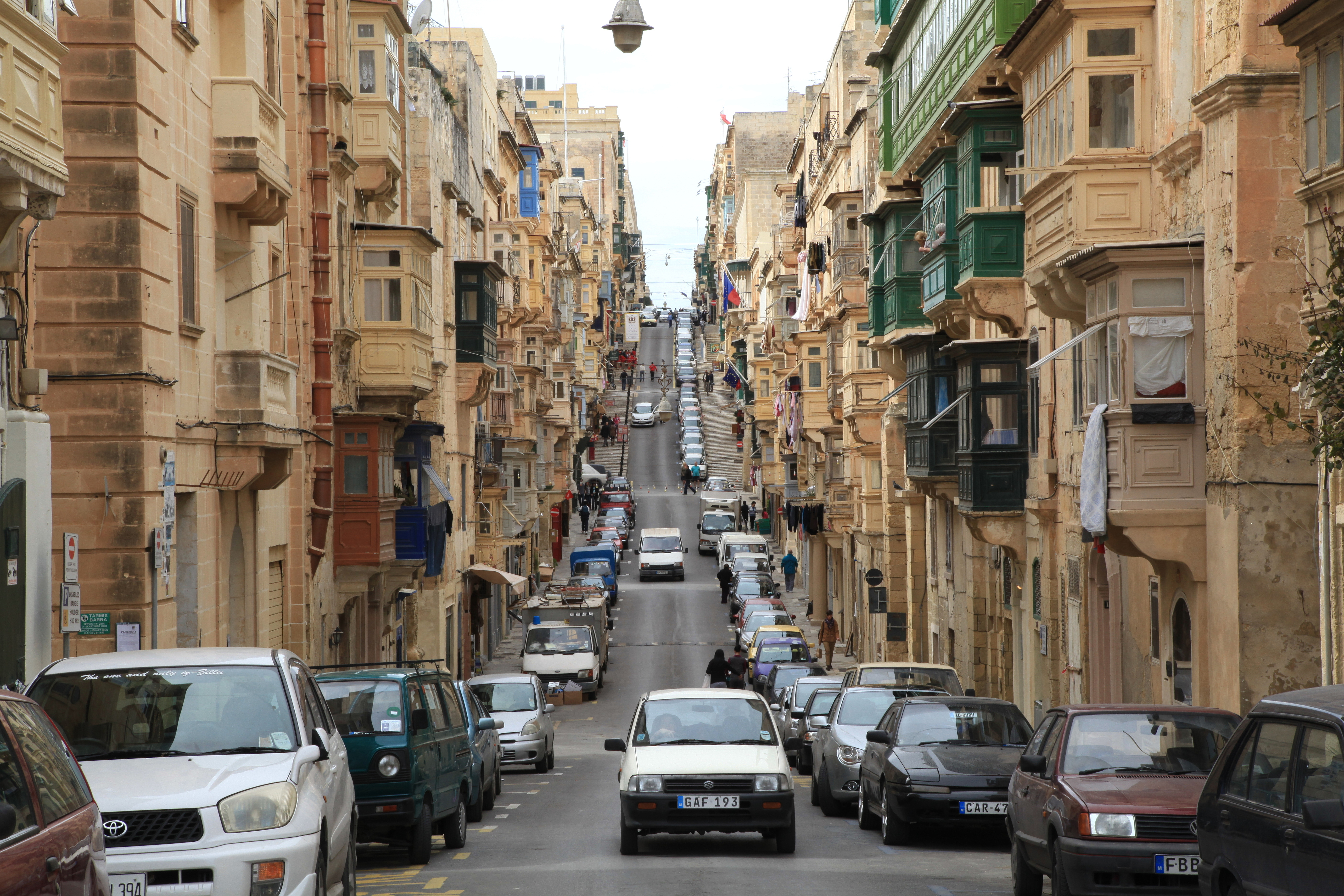
Typischer Straßenzug in Valletta

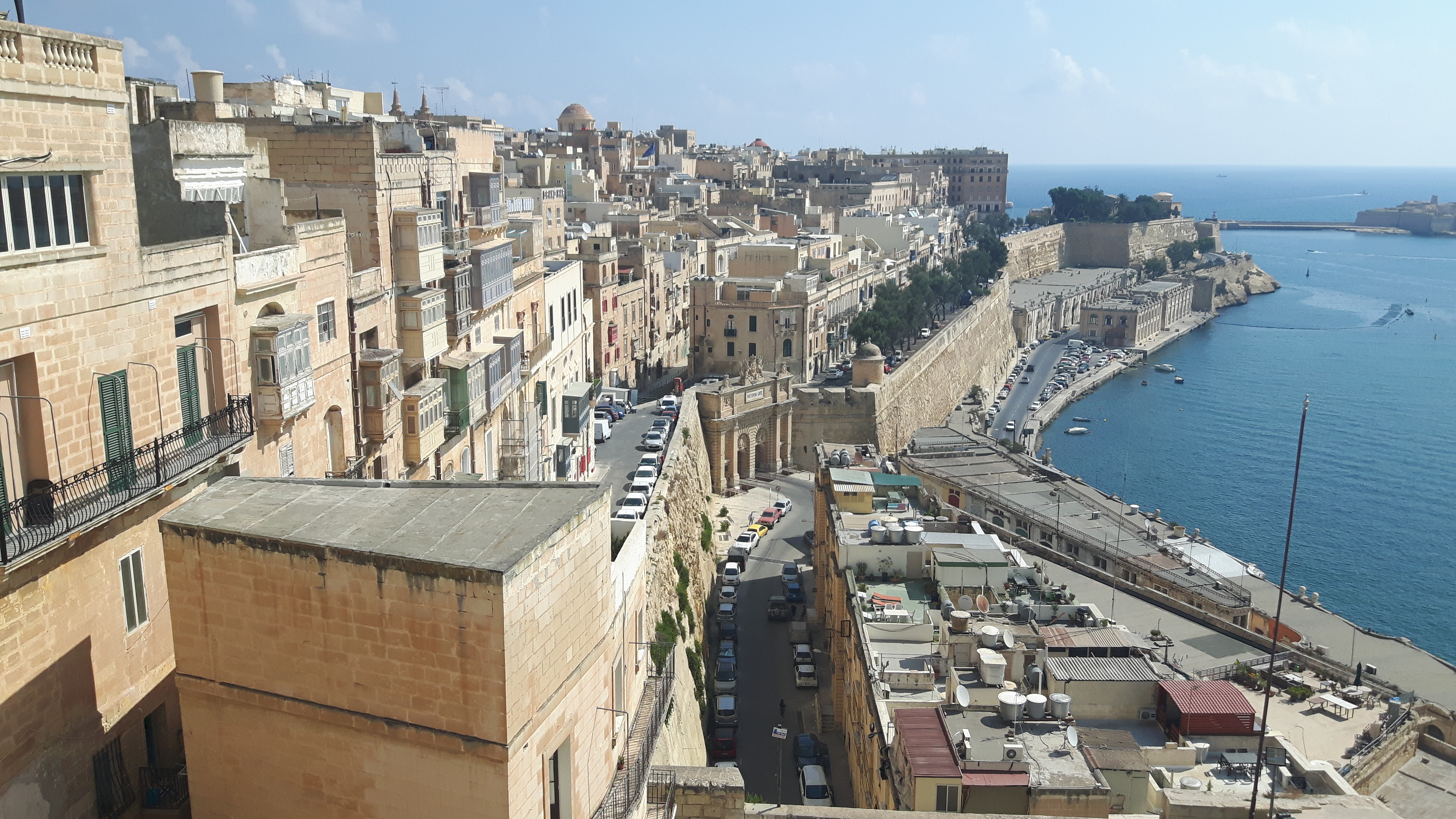
Blick auf Valletta von den Upper Barrakka Gardens

Von der 173.858 starken Erwerbsbevölkerung auf Malta im Jahr 2009 entfielen 85.498 Angestellte und Arbeiter auf Valletta samt Ballungsraum. Eurostat schätzt die Erwerbsbevölkerung im Jahr 2015 für den Großraum Valletta auf ca. 91.000 Personen. Für die ganze Insel wird diese auf ca. 193.000 Personen geschätzt. Dies entspricht einem Anteil von knapp 50 Prozent. Somit ist die Hauptstadt ein wichtiger wirtschaftlicher Faktor für die Insel. Dieser Ballungsraum umschließt die Ortschaften Sliema, Birkirkara, San Gwann, Paola und Zabar. Die Beschäftigungsquote in Valletta konnte in der letzten Dekade bei den 20–64-Jährigen um knapp zehn Prozentpunkte gesteigert werden. Lag diese 2005 bei 57,4 Prozent, wurde 2011 und 2014 eine Beschäftigungsquote von 61,6 bzw. 66,7 Prozent in dieser Altersklasse erreicht. Die Arbeitslosenquote lag in dieser Gruppe in den Jahren 2011 und 2012 bei 5,5 Prozent. Nach einem marginalen Anstieg auf 5,7 Prozent im Jahr 2013 sank diese wiederum im Jahr 2014 auf 5,2 Prozent.

### Tourismus
Wie auf ganz Malta ist auch hier der Tourismus ein wichtiger Wirtschaftszweig. Die bedeutendste Tourismuszone ist der Ballungsraum um den Grand Harbour. Dieser urbane Raum hat eine außerordentlich abwechslungsreiche touristische Infrastruktur. In diesem Gebiet herrscht eine hohe Dichte an Souvenirläden, Boutiquen und Einkaufszentren. Ebenso haben sich viele Restaurants und Gaststätten in und um Valletta angesiedelt. Im Jahr 2015 besuchten knapp 1,8 Mio. Touristen Malta. Dies entspricht einem Anstieg von 6 Prozent im Vergleich zum Vorjahr. Ferner besuchen fast alle Touristen auf Malta mindestens einmal Valletta. Des Weiteren beträgt die Verweildauer eines Touristen nur wenige Stunden. Diese kurze Verweildauer in Valletta hat zur Folge, dass der touristische Einfluss auf die städtische Wirtschaft gering ist. Die Touristen geben pro Kopf täglich knapp 34 €, somit insgesamt 36 Mio. € für Essen, Eintrittsgelder für Sehenswürdigkeiten und Souvenirs im Jahr aus. Diese Ausgaben von Touristen sind zwar doppelt so hoch wie im Rest von Malta, jedoch sehen Politiker das große Potenzial Vallettas, um die Ausgaben der Touristen und so die Einnahmen der Wirtschaft zu erhöhen.
Ein weiterer Wirtschaftszweig in der Stadt ist die Kreuzfahrtindustrie. Diese hat sich vor allem in den 1960er, 1980er und 1990er Jahren weltweit stark entwickelt. Alleine im Mittelmeerraum wuchs der Kreuzfahrtmarkt von 1992 bis 2001 jährlich um 11–12 Prozent. Um von diesem wachsenden Markt zu profitieren, wurde nach mehreren Jahren der Planung im Jahr 2002 damit begonnen, im Grand Harbour das Valletta Waterfront Project, ein Kreuzfahrtterminal, zu bauen. Dieses Projekt hat eine Größe von 30.000 m² und ein Investitionsvolumen zwischen 22 und 32 Mio. €. Ebenfalls wurde geschätzt, dass mit diesem Projekt dauerhaft 400 neue Arbeitsstellen entstehen. Dies führt von Jahr zu Jahr zu steigenden Passagierzahlen. So kamen allein im Jahr 2015 600.000 Passagiere in Valletta an. Dies ist ein Plus von 27 Prozent zum Vorjahr. Jedoch ist der wirtschaftliche Einfluss der Kreuzfahrtindustrie nur schwer einzuschätzen, da dieser von der Anzahl der Passagiere abhängig ist. Somit ist daraus zu schließen, dass der wirtschaftliche Einfluss von Kreuzfahrtschiffen und deren Passagieren relativ gering ist.

### Finanzwirtschaft
In Valletta haben sich Unternehmen des tertiären und quartären Sektors niedergelassen. Hier ist vor allem der Sektor der Finanzdienstleistungen zu nennen. In Valletta und der nahen Umgebung haben, neben der maltesischen Großbank Bank of Valletta, auch die britische HSBC Bank und die Deutsche Bank ihren maltesischen Hauptsitz dort. Die Bank of Valletta und die HSBC beschäftigen zusammen insgesamt mehr als 3000 Personen. Die Bank of Valletta konnte im Fiskaljahr 2015 einen Gewinn von knapp 118 Mio. € vor Steuern erwirtschaften und einen Gewinn von rund 80 Mio. € ausweisen. Ebenfalls konnte die HSBC für ihr Geschäftsjahr 2015 ein positives Ergebnis ausweisen. Der Gewinn belief sich auf 46 Mio. € vor Steuern und einen Reingewinn von 29 Mio. €. Wie aus dem Annual Report 2014 der Deutschen Bank zu entnehmen ist, konnte das Unternehmen einen Gewinn vor Steuern von 83 Mio. € und insgesamt einen Reingewinn von 60 Mio. € ausweisen.
Auch die nationale Wertpapierbörse, die Malta Stock Exchange hat hier ihren Sitz.
Des Weiteren haben Versicherungen, Rechtsanwaltskanzleien und auch Firmen aus dem Dienstleistungssektor ihren maltesischen Hauptsitz in Valletta. Eine davon ist die Firma Cassar und Cooper, die an fünf Standorten 160 Personen beschäftigt. Ferner ist mit dem Medienunternehmen "Allied Newspapers ltd" ein Verlagshaus in Valletta vertreten. Dieses Unternehmen ist Herausgeber der zwei marktführenden Zeitungen Times of Malta und The Sunday Times of Malta.

## Demografie

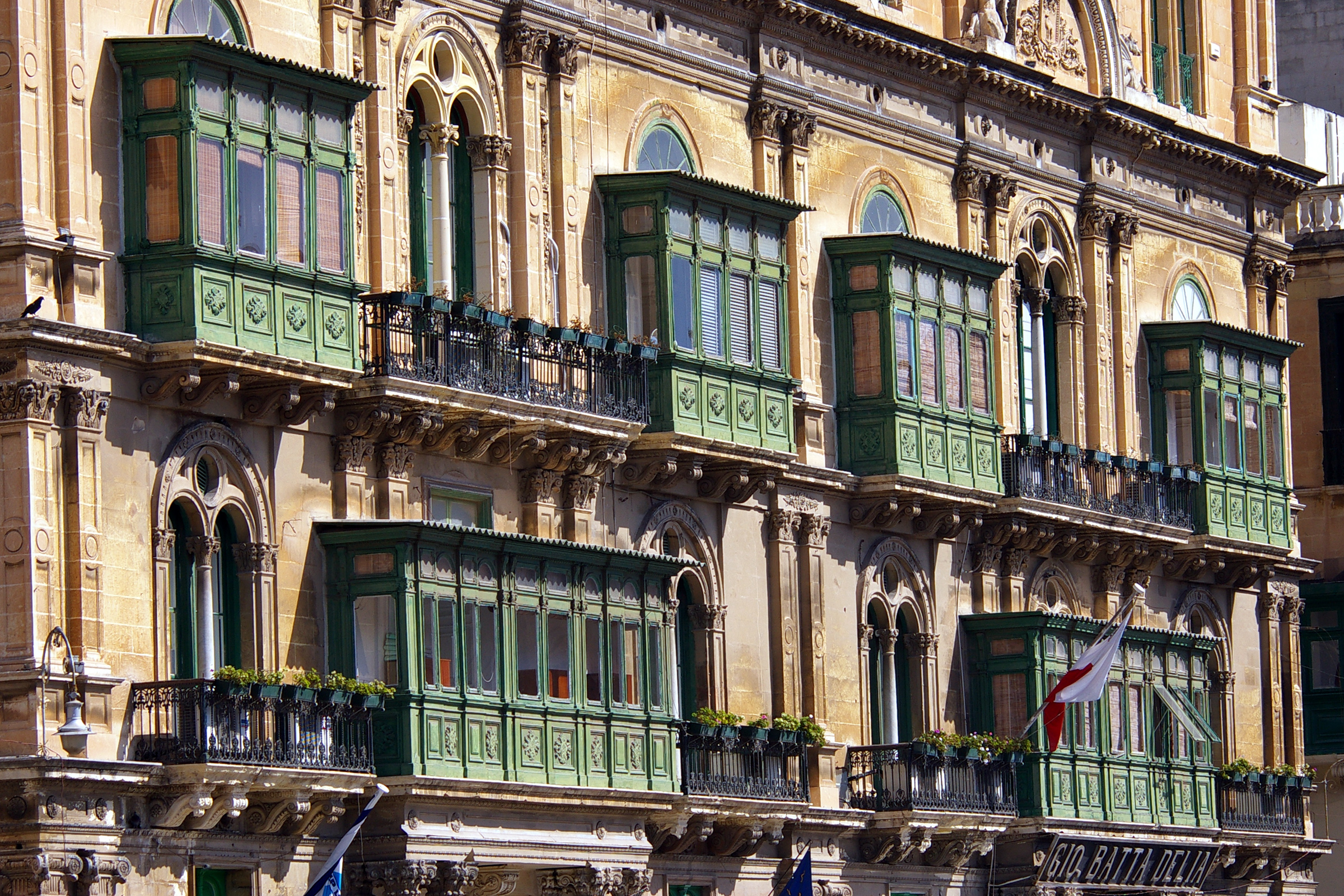
Balkone in Valletta

Basierend auf dem letzten Zensus im Jahr 2011 ergab sich am 31. Dezember 2013 eine Einwohnerzahl von 5700 Darunter waren 48,96 % (2791 Personen) männlich, während 51,04 % (2909 Personen) weiblich waren. 5520 Personen besaßen die maltesische Staatsangehörigkeit, während 180 Personen ausländische Staatsangehörige waren. Der Ausländeranteil lag somit bei 3,16 % und damit unterhalb des gesamten maltesischen Ausländeranteils von 5,87 %. Im Jahr 2013 war der Geburtenüberschuss in Valletta negativ. So gab es 88 Sterbefälle, während es nur 50 Geburten gab. In Malta war der Geburtenüberschuss hingegen positiv.
Bei einer Fläche von ca. 0,84 km2 ergibt sich eine Bevölkerungsdichte von 6778 Einwohnern pro km2, damit hat sie die zweithöchste Bevölkerungsdichte unter allen EU-Hauptstädten nach Paris. Valletta ist die kleinste Hauptstadt der Europäischen Union und die südlichste Hauptstadt Europas.
Da die Stadt Valletta administrativ nur die historische Altstadt umfasst, war Valletta 2013 nur die 29. größte Gemeinde Maltas. In einem zusammenhängenden Stadtgebiet rund um Valletta lebt mit über 300.000 Einwohnern hingegen mehr als die Hälfte der gesamten Bevölkerung Maltas.
Die Bevölkerung von Valletta wurde über die Jahre beständig weniger und heute leben nur noch ein Drittel so viele Menschen in der Stadt wie noch zu demografischen Hochzeiten. Dieser Prozess wurde durch den Zweiten Weltkrieg noch beschleunigt, als die Menschen in die umliegenden Vororte zogen, um dem Angriffsfokus auszuweichen. Doch auch heute, wo Valletta Maltas kommerzielles und administratives Zentrum ist, ist diese Entwicklung weiter zu beobachten. Seit 2003 sank die Bevölkerungszahl deutlich. 2003 lebten nach Angaben der Vereinten Nationen noch 7137 Menschen in der Stadt. Dennoch ist Valletta mit 12.815 Einwohnern pro Quadratkilometer eine der am dichtesten bevölkerten Städte der Welt.
Laut der Stadt wird seit den letzten Jahren verstärkt in Altbauwohnungen investiert. Nach Todesfällen werden Wohnungen jedoch häufig jahrelang nicht renoviert, was massiven Leerstand zur Folge hat. Ein weiterer Grund für den starken Bevölkerungsrückgang ist die Tatsache, dass viele Malteser Valletta nicht sonderlich attraktiv finden.

## Politik
Bürgermeister Vallettas ist seit 2019 Alfred Zammit. Er ist Mitglied der Labour Party.

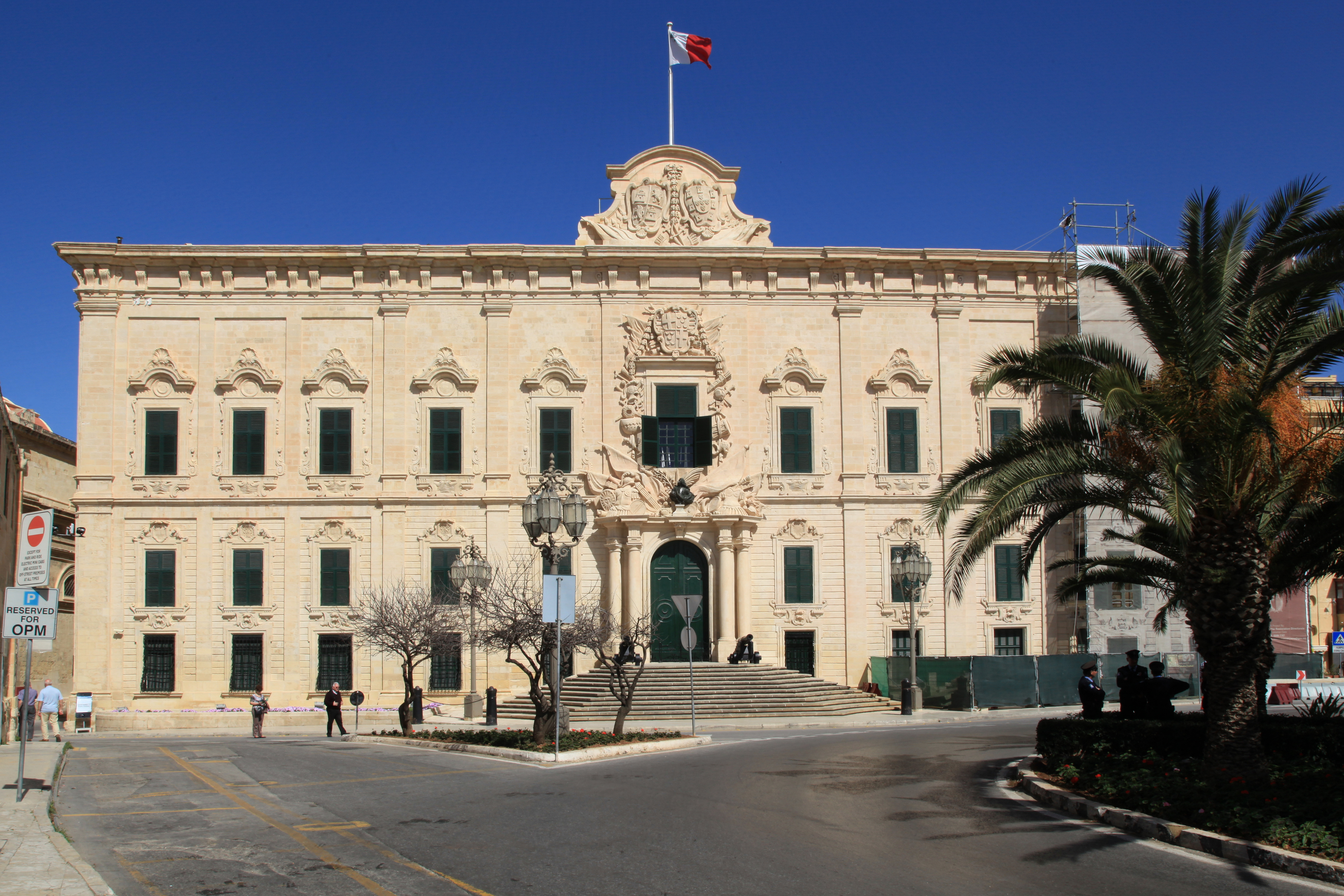
Vor dem Regierungspalast

Als Hauptstadt des Staates Malta beherbergt Valletta auch die wichtigsten politischen Einrichtungen des Landes. Von 1976 bis zur Fertigstellung des Neubaus des Parlamentsgebäudes am Freedom Square im Jahr 2015 befand sich der Plenarsaal des Parlaments im ehemaligen Großmeisterpalast des Malteserordens. Im selben Gebäude ist auch der Amtssitz des Staatspräsidenten zu finden.

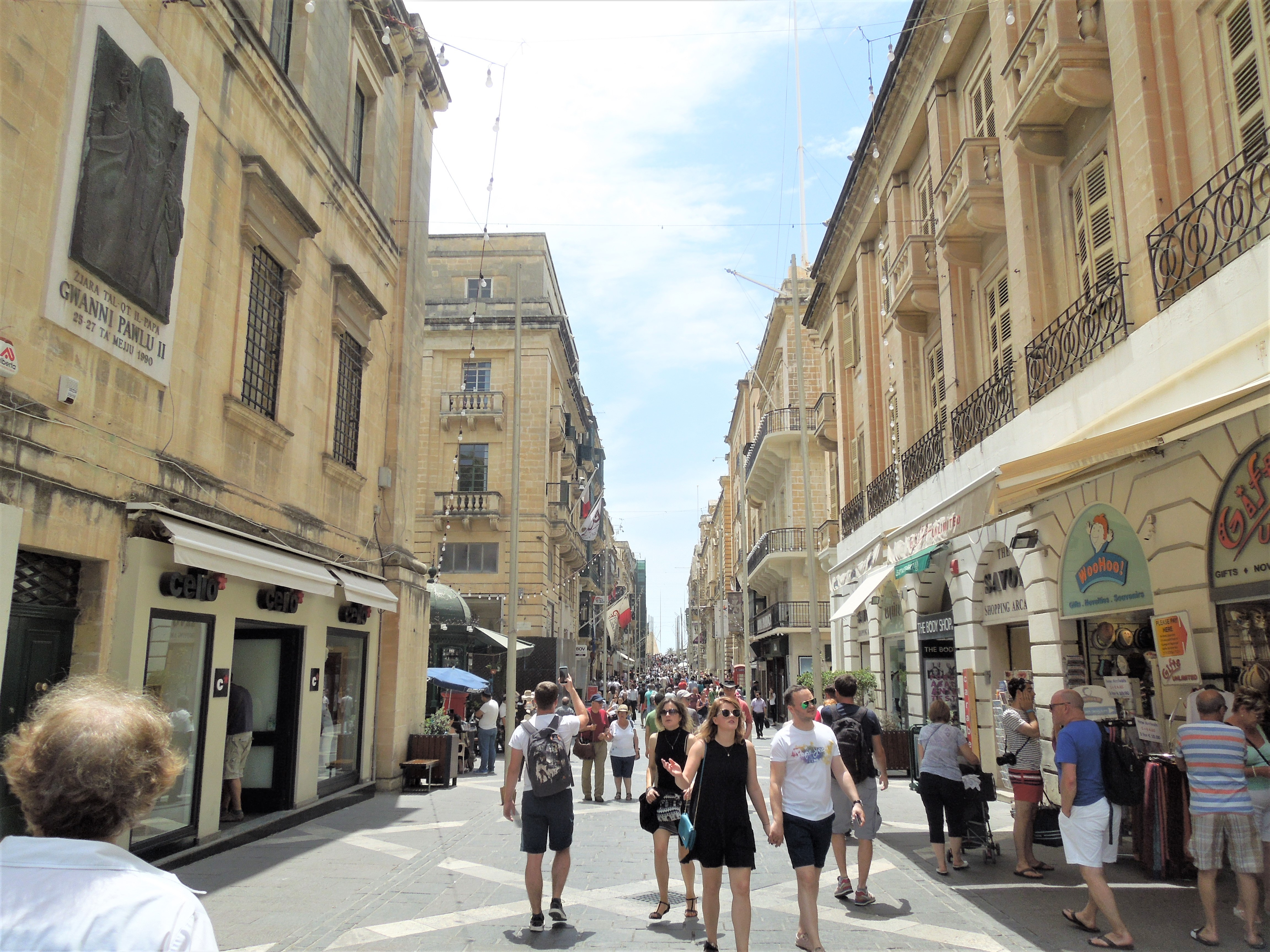
Republic Street – Hauptachse und Hauptgeschäftsstraße Vallettas

## Kultur

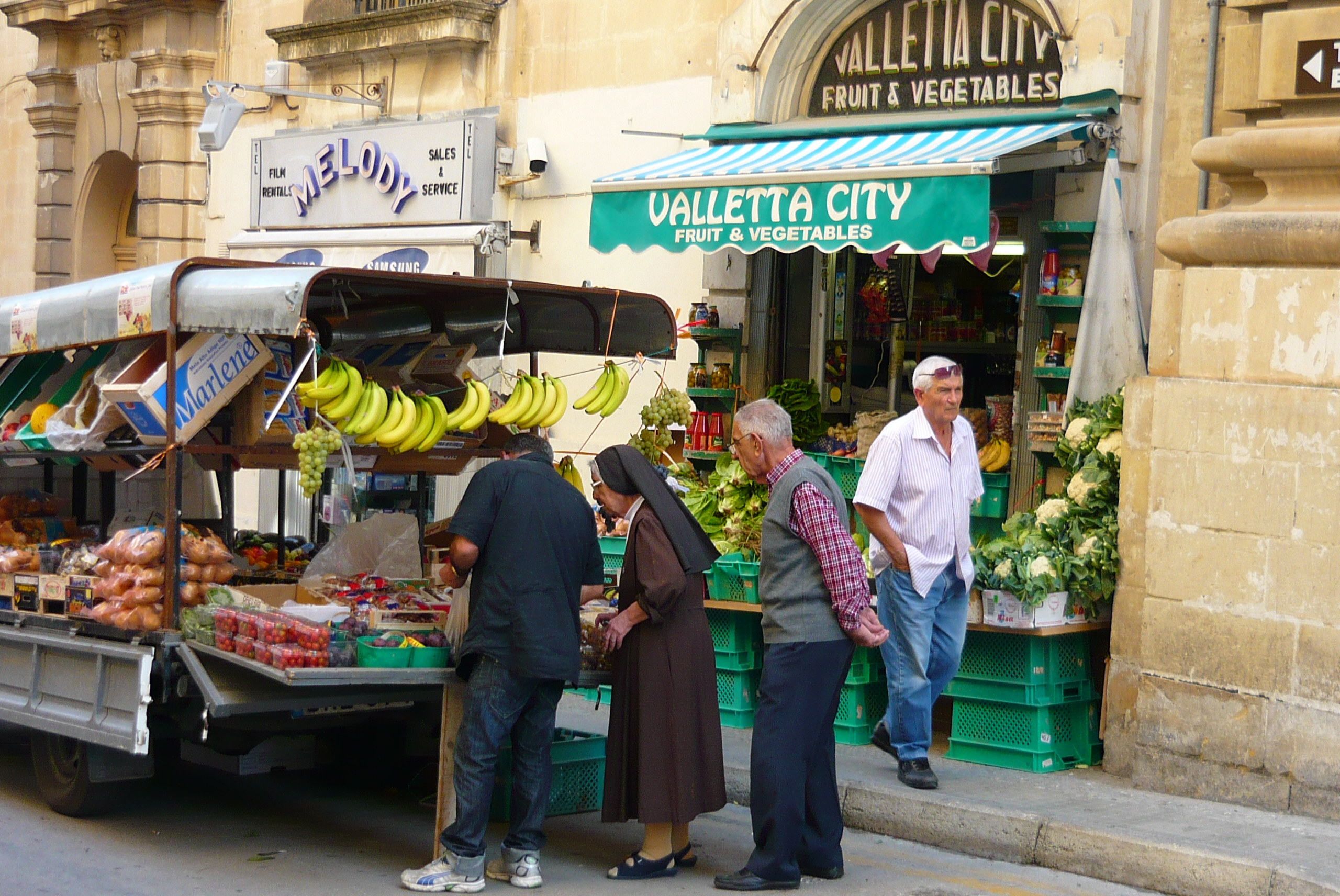
Manches Geschäft findet seine Fortsetzung auf der Straße

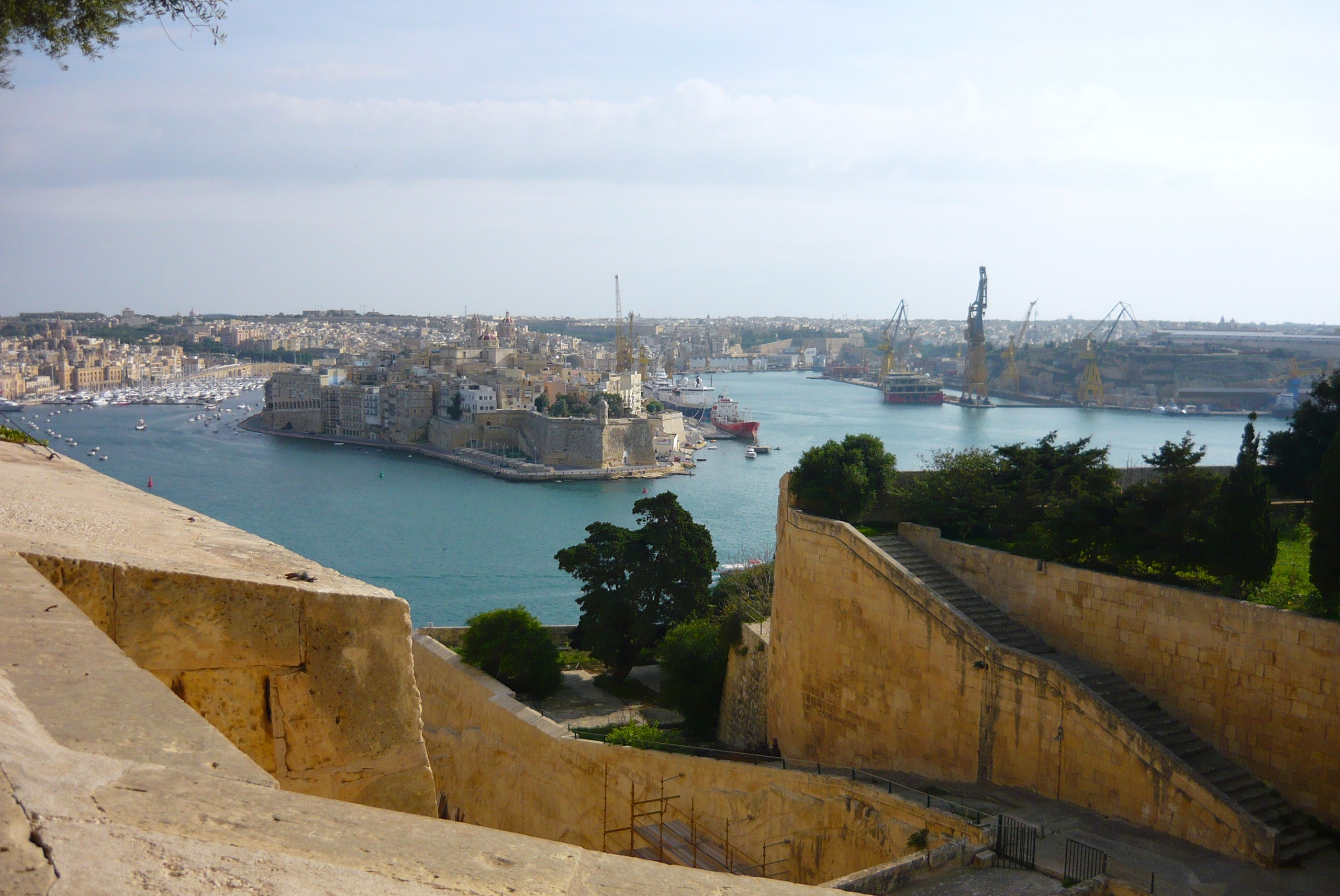
Blick von Valletta auf die 3 gegenüberliegenden Städte = The three Cities

In der Stadt gibt es zahlreiche historische Cafés, Restaurants, Banken, Hotels und Regierungsgebäude. Die öffentlichen Gärten gewähren einen fantastischen Blick über den Grand Harbour und andere Bereiche.
Das Manoel Theatre in der Old Theatre Street ist eine seit 1732 aufführende Bühne. Vom Großmeister Antonio Manoel de Vilhena gebaut und mittlerweile zu altem Glanz restauriert, gehört es zu Europas ältesten Theatern. Es ist das drittälteste bespielte Theater der Welt und das älteste im Commonwealth. Es ist auf die klassischen darstellenden Künste spezialisiert, inszeniert aber auch Jazz, Folk und Rockkonzerte. Eine Besichtigung außerhalb der Spielzeiten ist möglich. In der Stadt befindet sich auch das im Krieg schwer beschädigte Royal Opera House, das heute als Freilichtbühne genutzt wird.
Das Fest des Hl. Paulus wird am 10. Februar gefeiert, während anderer Heiliger wie Dominikus oder Augustinus von Hippo das ganze Jahr über gedacht wird. Darüber hinaus gibt es eine Prozession für die Heilige Rita von Cascia.
Am dritten Wochenende im Juli findet seit 1991 das jährliche Malta Jazz Festival statt. Vor der Kulisse der historischen Festungsmauern am Grand Harbour (Ta' Liesse) treten hier an drei aufeinanderfolgenden Abenden international renommierte Künstler auf.
Seit 2013 wird jedes Jahr im Jänner das Valletta International Baroque Festival durchgeführt.
Die Stadt dient immer wieder größeren Filmproduktionen als Kulisse, zuletzt Steven Spielbergs München. Die lokale Filmindustrie um die Mediterranean Filmstudios (MFS) in Kalkara ist besonders auf Über- und Unterwassereffekte spezialisiert.
Besucher können sich die Geschichte der Stadt in aufwändigen Multimediashows ansehen, The Malta Experience und The Great Siege of Malta, die im Mediterranean Conference Centre in Valletta im stündlichen Rhythmus präsentiert werden.

### Sport
Valletta ist der Sitz eines der erfolgreichsten Fußballvereine in der Maltese Premier League, des Valletta FC. Die meisten Spiele der Liga werden im Ta’ Qali-Stadion in Attard ausgetragen. Die Stadt verfügt über ein Freibecken für Wasserball, eine auf Malta äußerst beliebte Sportart. Diese wird auf der Insel ausschließlich in nicht überdachten Schwimmbecken gespielt.

### Grünanlagen

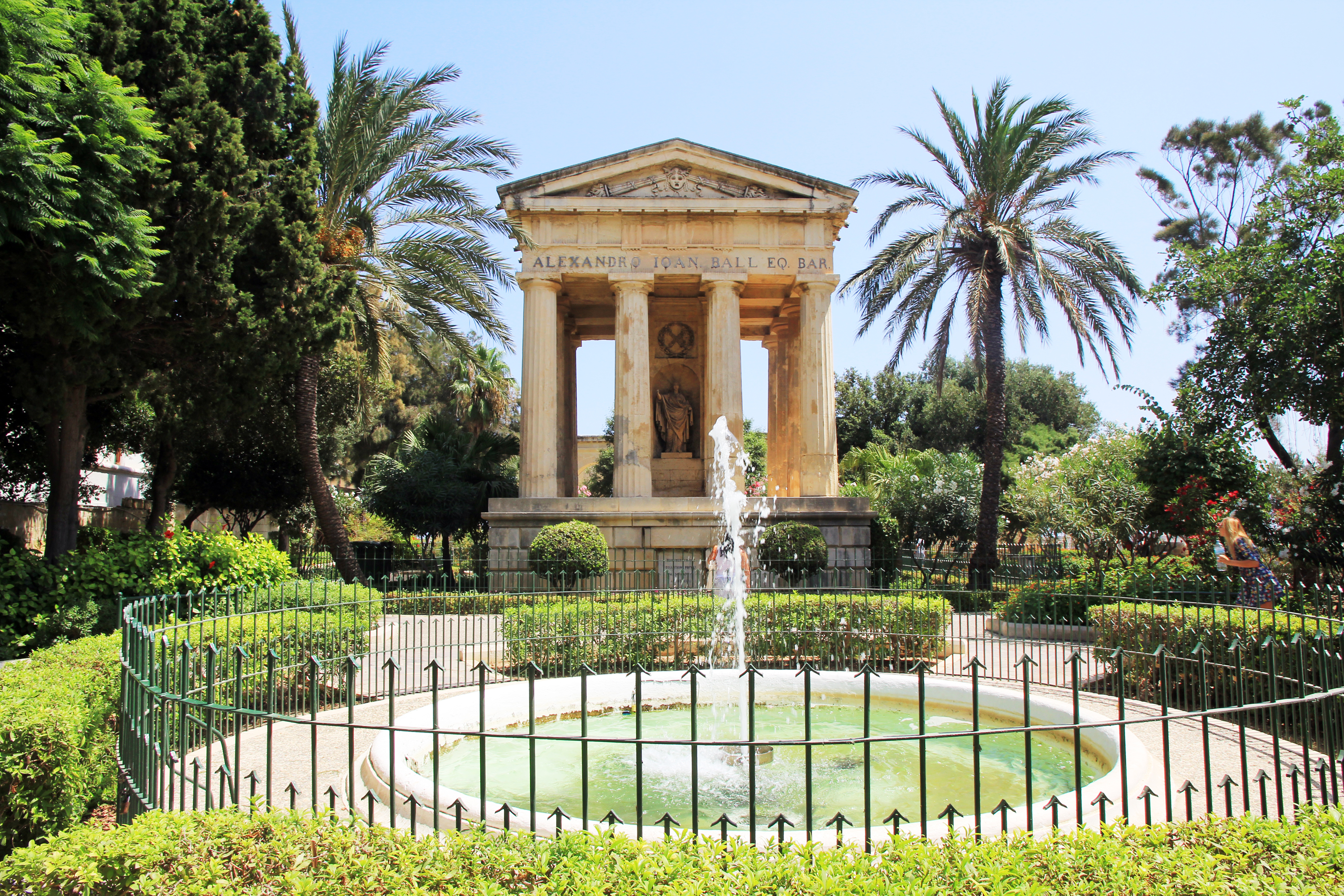
Die Lower Barrakka Gardens

Valletta verfügt, wie die hohe Bevölkerungsdichte andeutet, kaum über Erholungsräume. Die zwei bekanntesten Parks sind die Barrakka Gardens hoch über dem Grand Harbour. Während die Upper Barrakka Gardens eine normale Grünanlage darstellen, steht in den Lower Barrakka Gardens ein dem römischen Stil nachempfundener Marmortempel.

### Sehenswürdigkeiten
Es lohnt sich, sich die Stadt und Umgebung bei einer Hafenrundfahrt rund um Valletta anzusehen.

#### Großmeisterpalast
Der Großmeisterpalast (Grand Master’s Palace) ist das prunkvollste Gebäude Maltas. Er wurde im Jahr 1571 nach Plänen von Gerolamo Cassar fertiggestellt und nimmt heute einen ganzen Straßenblock ein. Er liegt zentral am Republic und Palace Square.

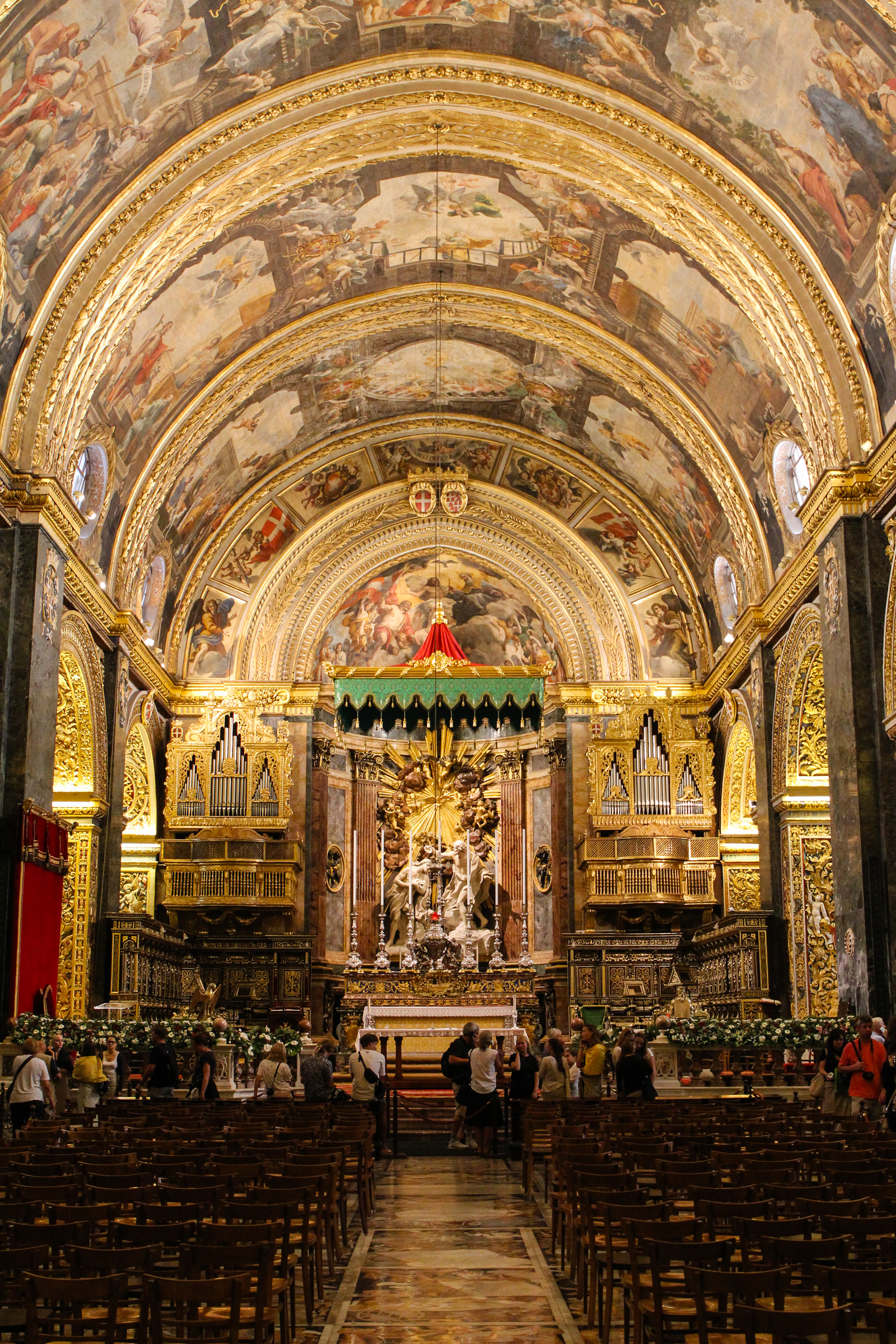
St. John’s Co-Cathedral

#### St. John’s Co-Kathedrale
Die St. John’s Co-Cathedral, von außen recht unscheinbar, wird gemeinhin als einer der innen am schönsten ausgestalteten Kirchenbauten des Mittelmeerraums angesehen. Der Kalksteinbau wurde unter der Federführung des Architekten Gerolamo Cassar in den Jahren 1573 bis 1577 errichtet. Es sollte allerdings noch mehr als einhundert Jahre dauern, bis auch die Innenausstattung und die Schmuckelemente vollendet waren. 1816 wurde sie vom damaligen Papst Pius VII. neben der Kathedrale von Mdina zum Zweitsitz (Co-Kathedrale) des Erzbistums Malta ernannt, um ihre Bedeutung für Land und Stadt auch nach dem Wegzug der Johanniter zu unterstreichen.
Die Kirche, als Hauptkirche des Ordens erbaut, verfügt über insgesamt zwölf Apsiden, von denen sieben der einzelnen Zungen (siehe: Auberges) des Malteserordens gestaltet worden sind. In den Boden des Gotteshauses sind auf einer Länge von 58 Metern 375 Grabplatten aus Einlegearbeiten in verschiedenfarbigem Marmor eingelassen, unter denen Ordensritter bestattet wurden. Auch fast alle Großmeister (bis auf zwei) fanden hier ihre letzte Ruhe. Ihre Sarkophage zählen zu den „vollkommensten Kunstwerken des Hochbarock“. Die Mehrzahl befindet sich jedoch in der Krypta. In einer angeschlossenen Galerie ist neben anderen Gemälden „Die Enthauptung Johannes des Täufers“ von Michelangelo da Caravaggio zu besichtigen. Auch in der Kathedrale hängen wie im Grand Master’s Palace unzählige Wandteppiche.

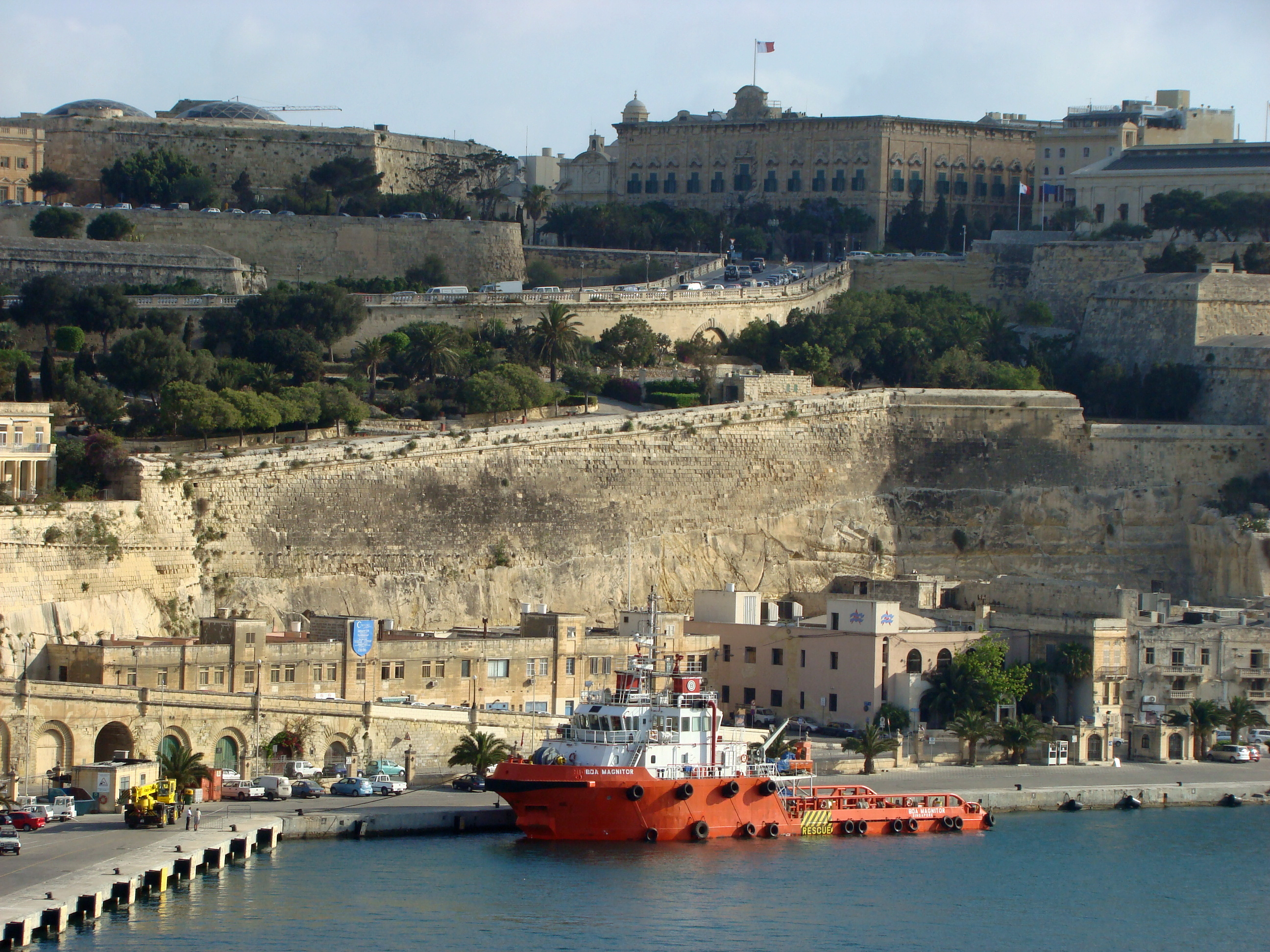
Hafen von Valletta mit dem Regierungspalast Auberge de Castille

#### Fort St. Elmo
Dieses Fort an der Nordspitze Vallettas existierte schon vor der Gründung der Stadt und war ein bedeutender Schauplatz während der osmanischen Belagerung. Heutzutage wird das Fort als militärische Ausbildungsstätte genutzt. Daher sind die zahlreichen winzigen Raumeinbuchtungen zur Meerseite hin nicht mehr zu besichtigen. Einwohnern zufolge waren dort Gespielinnen der Johanniter untergebracht. Im anderen Teil des Forts befindet sich das National War Museum, in dem Dokumente der Zweiten Maltesischen Belagerung (1940 bis 1943) zu sehen sind. Ausgestellt sind des Weiteren eine Gloster Gladiator sowie der Originalorden, den die Insel als Ganze verliehen bekam, das George Cross, das noch heute auf der Nationalflagge zu sehen ist.

#### Die Auberges und weitere Paläste
Der Souveräne Ritter- und Hospitalorden vom Hl. Johannes zu Jerusalem von Rhodos und von Malta, heute kurz als Malteserorden bezeichnet, gliederte sich früher in verschiedene Nationalitäten, sogenannte Zungen (langues). Er ist eine römisch-katholische Ordensgemeinschaft. Jede einzelne dieser historischen Zungen besaß eine eigene Herberge, das heißt, einen eigenen Palast. Diese Auberges (frühere Wortbedeutung: Unterkunft mit Verpflegung) wurden allesamt in den 1570er-Jahren vom Hauptarchitekten des Ordens, Gerolamo Cassar, entworfen.
- Auberge de Castille et Léon ist die am besten erhaltene Herberge. Die Fassade wurde im Jahr 1741 von Andrea Belli ergänzt. Das Gebäude dient heute als Sitz des Premierministers.
- Auberge de Provence: Diese Auberge beherbergt das National Museum of Archaeology. Hier werden all jene Gegenstände ausgestellt, die in den steinzeitlichen Tempeln des Landes geborgen worden sind. Zudem besitzt dieses Gebäude prachtvolle Wand- und Deckengemälde aus dem 18. Jahrhundert.
- Auberge d'Aragon dient heute als Sitz des Finanzministeriums.
- Auberge d'Italie: Dieses Gebäude beherbergte bis vor einigen Jahren das Hauptpostamt von Valletta und dient heute als Sitz der Landes-Touristen-Stelle.
- Auberge d'Angleterre et Bavière: Auch sie dient heute als Justizbehörde.
- Auberge d'Allemagne: Diese Auberge wurde im Jahr 1838 abgerissen.
- Auberge d'Auvergne wurde im Zweiten Weltkrieg zerstört.
- Auberge de France wurde auch im Zweiten Weltkrieg zerstört.
- Casa Rocca Grande beheimatet den Deutsch-Maltesischen Zirkel
- Casa Rocca Piccola ist eine private Residenz
- Palazzo Francia beherbergt einige Läden und Büros
- Palazzo Parisio ist Sitz des Auswärtigen Amtes
- Palazzo Castellania beherbergt die Ministerien für Gesundheit und Rente
- St. James Cavalier (Befestigung)

#### Museen

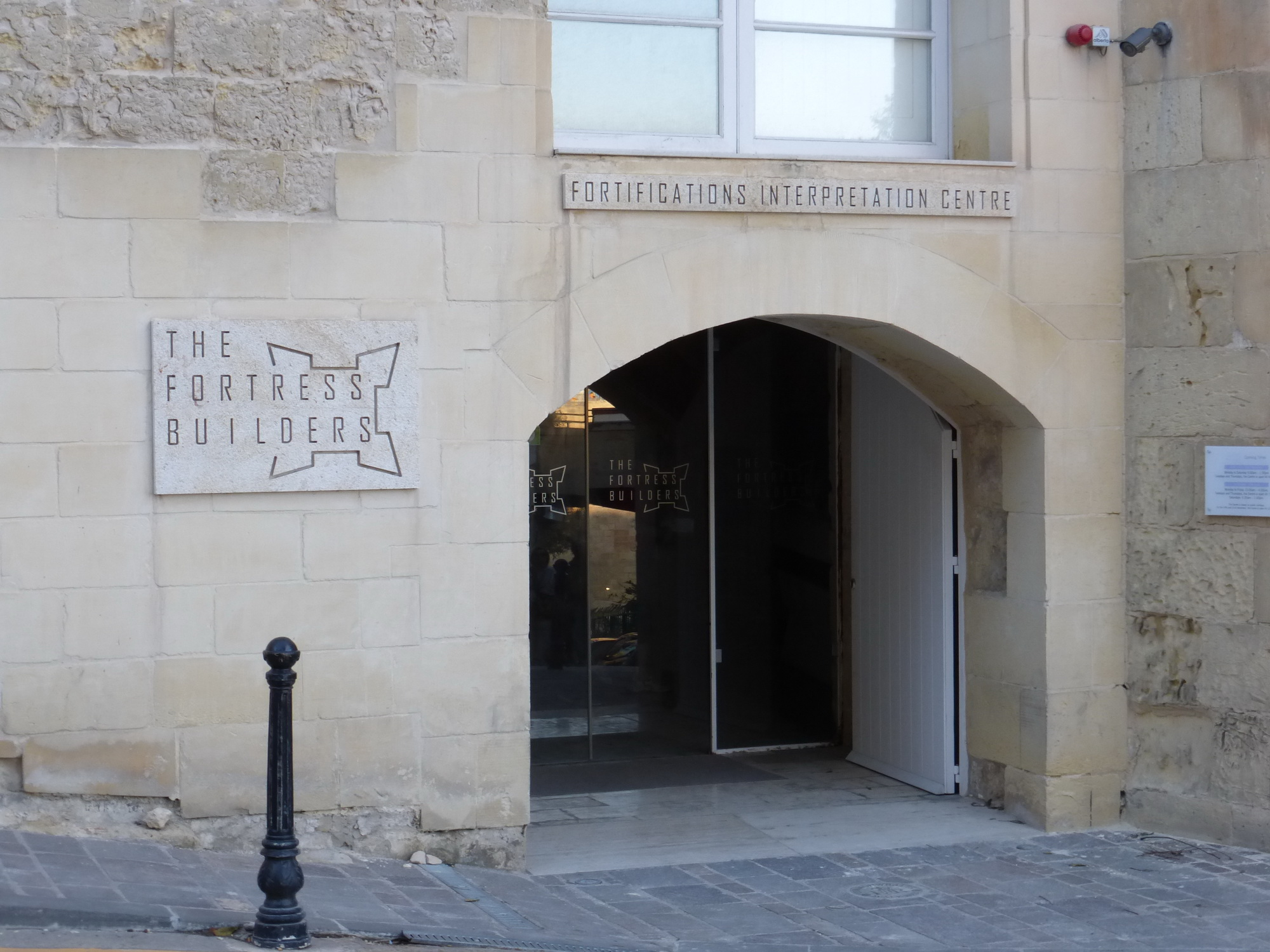
Eingang zum (kostenlosen) Festungsmuseum Fortifications Interpretation Centre

In Valletta gibt es zahlreiche Museen, von denen die meisten die Geschichte der Insel Malta darstellen.
Im Lascaris War Rooms befinden sich in Bunkern jene Räume, von denen aus alliierte Kommandeure wie Eisenhower oder Montgomery während der Zweiten großen Belagerung Maltas Operationen leiteten, unter anderen die Mittelmeer-Geleitzüge und die Invasion Italiens. Sie sind noch weitgehend im Originalzustand erhalten. Benannt wurde die ursprüngliche Festungsanlage nach dem Bauherrn, einem Großmeister des Ordens, Jean de Lascaris-Castellar (1560–1657). Sie war durch hohe natürliche Stein- und Erdschichten auch Hunderte Jahre später noch vor Luftangriffen sicher.
Weitere berühmte Museen sind das Archäologische Nationalmuseum Maltas, das National Museum of Fine Arts (unter anderem mit Werken von Mattia Preti, Antoine Favray und Antonio Sciortino), das St.-John´s-Museum, das Toy-Museum, das Typewriter-Museum, das Armeemuseum im Großmeisterpalast, das National War Museum im Fort St Elmo, das Fortifications Interpretation Centre, das sich mit der Geschichte der Befestigungsanlagen in Malta befasst, das Manoel-Museum und das Domus-Pauli-Museum.

#### Kirchen
| - Anglikanische Pro-Kathedrale St. Paul - Christ-Erlöser-Kirche - Franziskanerkirche St. Maria - Franz-von-Assisi-Kirche - Jesuitenkirche - Karmeliterkirche - Unsere Jungfrau von Liesse - Kirche zur Pfeilermadonna - Unsere Jungfrau vom Siege - Basilika St. Dominikus | - Schottische Kirche St. Andreas - St. Augustin - St. Barbara - St. Jakob - St. John’s Co-Cathedral - St. Katharina von Alexandrien - St. Katharina von Italien - St. Lucia - St. Nikolaus/Allerseelen-Kirche - St. Pauli Schiffbruch - St. Rochus |

#### Plätze
- Freiheitsplatz
- Großer-Belagerungs-Platz
- Kastilien-Platz
- Königinnenplatz
- St. George’s Square
- St. John’s Square
- Unabhängigkeitsplatz

#### Weitere Bauwerke

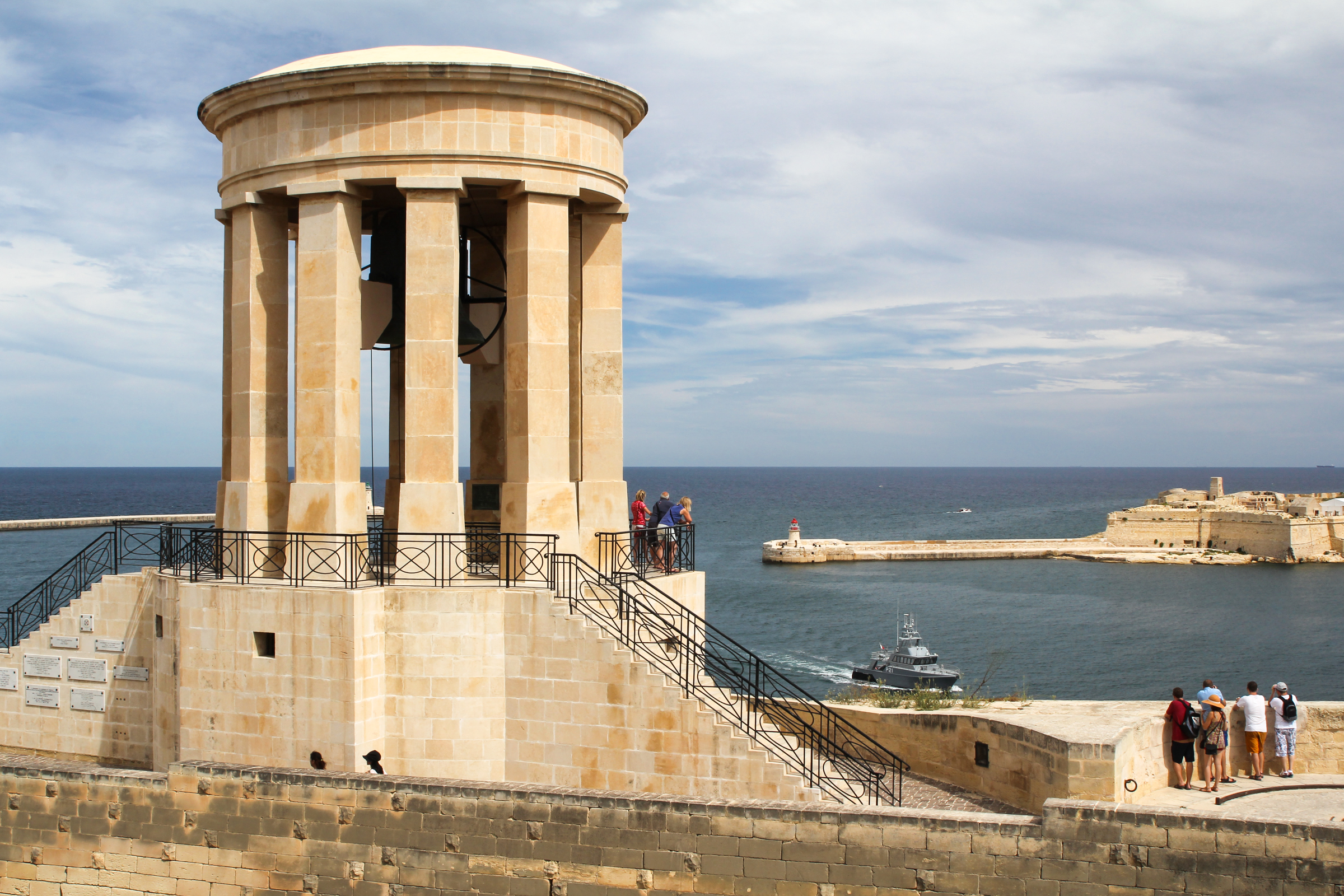
Kriegsdenkmal Belagerungsglocke – Siege Bell War Memorial

- Castellania, ehemaliger Gesetzesplatz der Ritter
- Öffentliche Bibliothek
- Stadttor
- Tritonbrunnen
- Denkmal – Siege Bell War Memorial (Belagerungs-Glocke, Kriegsdenkmal)

## Verkehr

### Flug
Acht Kilometer außerhalb der Stadt in der unmittelbaren Nähe von Luqa befindet sich der Malta International Airport. Er ist die Basis der nationalen Fluggesellschaft Air Malta. Die kleine Fluggesellschaft Harbour Air Malta (einer Tochtergesellschaft der Harbour Air aus Kanada) fliegt mit einem einmotorigen Wasserflugzeug ab dem Kreuzfahrt-Terminal im Grand Harbour mehrmals täglich zur Insel Gozo.

### Busse

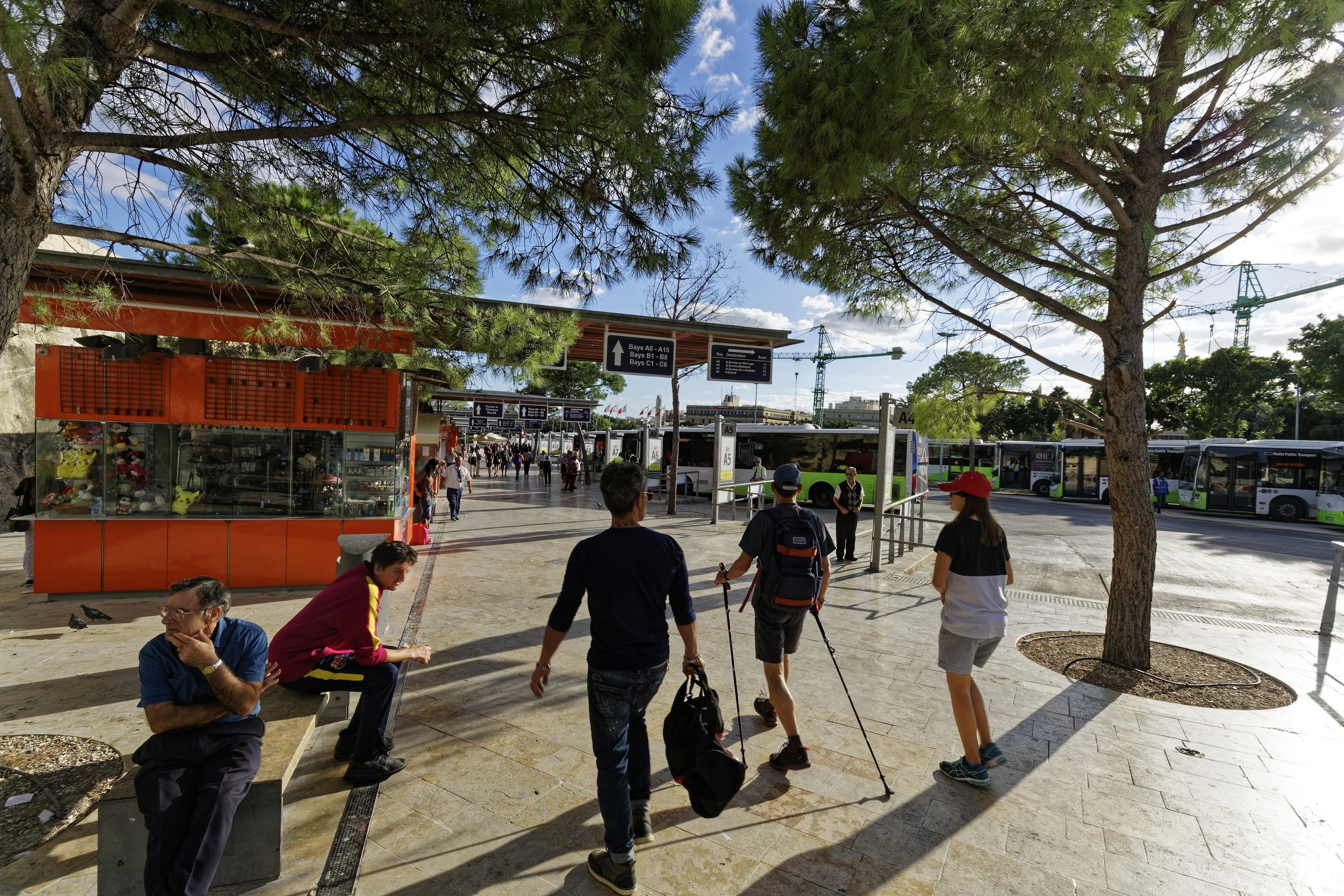
Zentraler Busbahnhof von Valletta

Weite Teile der Innenstadt sind für den Kraftverkehr gesperrt. Vor dem Hauptzugang zur Stadt befindet sich der zentrale Busbahnhof, der vor einigen Jahren neu gestaltet wurde. Zahlreiche maltesische Buslinien beginnen bzw. enden hier. Im Stadtgebiet selbst fahren nur wenige Ringlinien, die am zentralen Busbahnhof mit den Überlandlinien verknüpft sind.

### Ehemaliger Schienenverkehr
Von 1883 bis 1931 war die Bahnstrecke Valletta–Mdina in Betrieb. Von 1905 bis 1929 verkehrte ab der Porta Reale eine elektrische Überlandstraßenbahn.

## Söhne und Töchter der Stadt
- Baldassarre Cagliares (1575–1633), Geistlicher des Malteserordens und Bischof von Malta
- Giovanni Francesco Abela (1582–1655), Adliger und Historiker
- Raimondo De Dominici (1645–1705), italienischer Maler
- Girolamo Abos (1715–1760), Komponist
- Joseph Barth (1745/46–1818), österreichischer Mediziner, Professor der Augenheilkunde
- Fabrizio Sceberras Testaferrata (1757–1843), bislang einziger aus Malta stammender Kardinal der römisch-katholischen Kirche
- Amedeo Preziosi (1816–1882), Maler
- Gerald Strickland (1861–1940), Premierminister von Malta, Gouverneur von Western Australia, von Tasmanien und von New South Wales
- Joseph Howard (1862–1925), erster Premierminister Maltas
- Alfred von Bary (1873–1926), Arzt und Opernsänger
- Enrico Mizzi (1885–1950), Premierminister Maltas (1950)
- Ugo Pasquale Mifsud (1889–1942), zweimaliger Premierminister Maltas
- Rużar Briffa (1906–1963), Arzt und Lyriker
- Ġorġ Borg Olivier (1911–1980), zweimaliger Premierminister Maltas
- Alan Barrett (1912–1961), britischer Ruderer
- Albert Hyzler (1916–1993), Präsident Maltas (1981/1982)
- Paolo Giglio (1927–2016), Bischof und Diplomat des Heiligen Stuhls
- Emanuel Bonnici (1929–2006), Politiker
- Guido de Marco (1931–2010), Präsident Maltas (1999–2004)
- Cynthia Turner (1932–2021), Pianistin
- Paul Cremona (1946–2025), Ordensgeistlicher, römisch-katholischer Erzbischof von Malta
- Lawrence Gonzi (* 1953), Premierminister Maltas (2004–2013)
- Andrew John Partridge (* 1953), englischer Songwriter, Gitarrist, Label-Chef und Produzent
- Tony Drago (* 1965), maltesischer Snooker- und Poolbillard-Spieler
- David Casa (* 1968), maltesischer Politiker und Mitglied des Europäischen Parlaments
- Chiara Siracusa (* 1976), maltesische Sängerin